# Biberfell

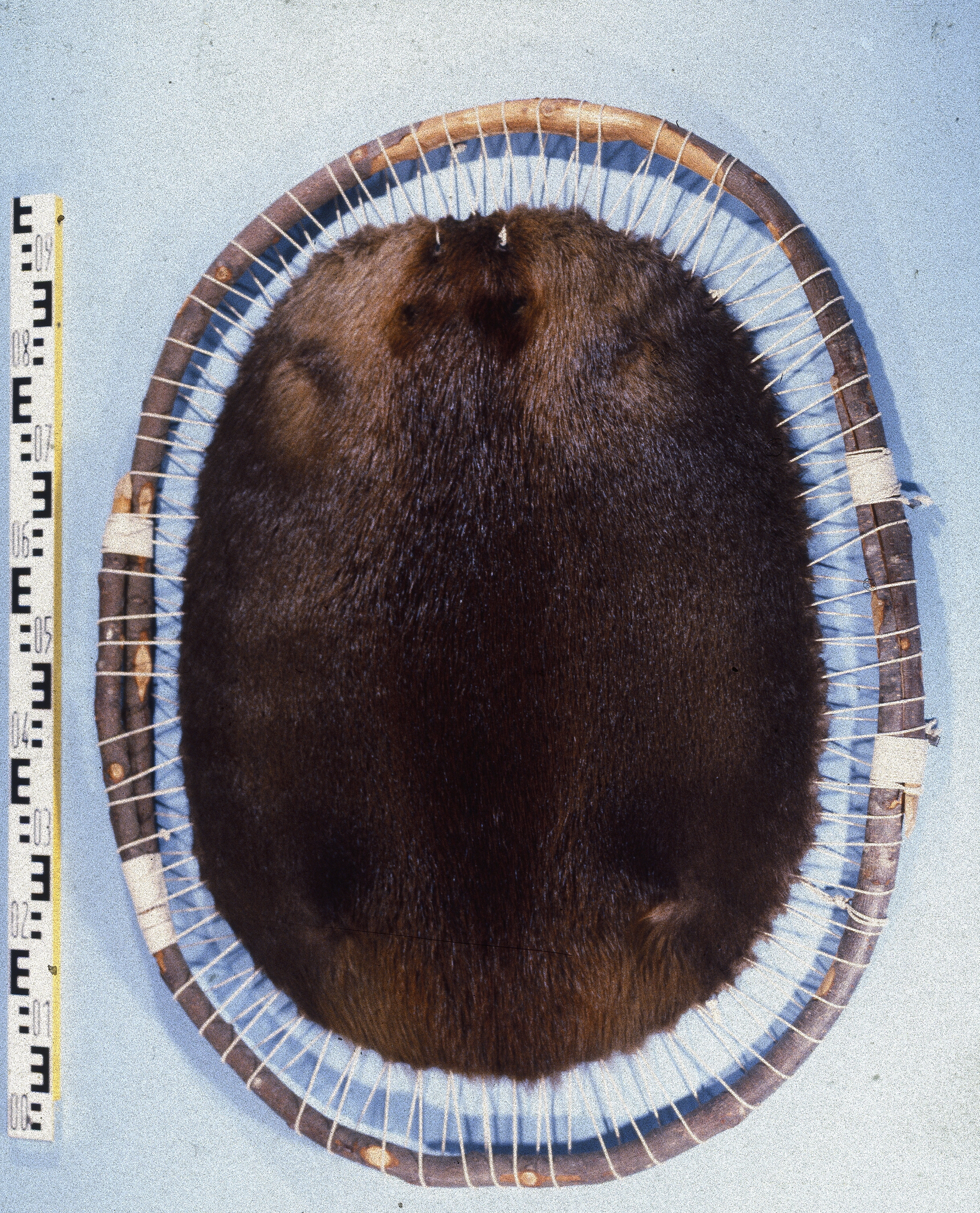
Zum Trocknen gespanntes Biberfell
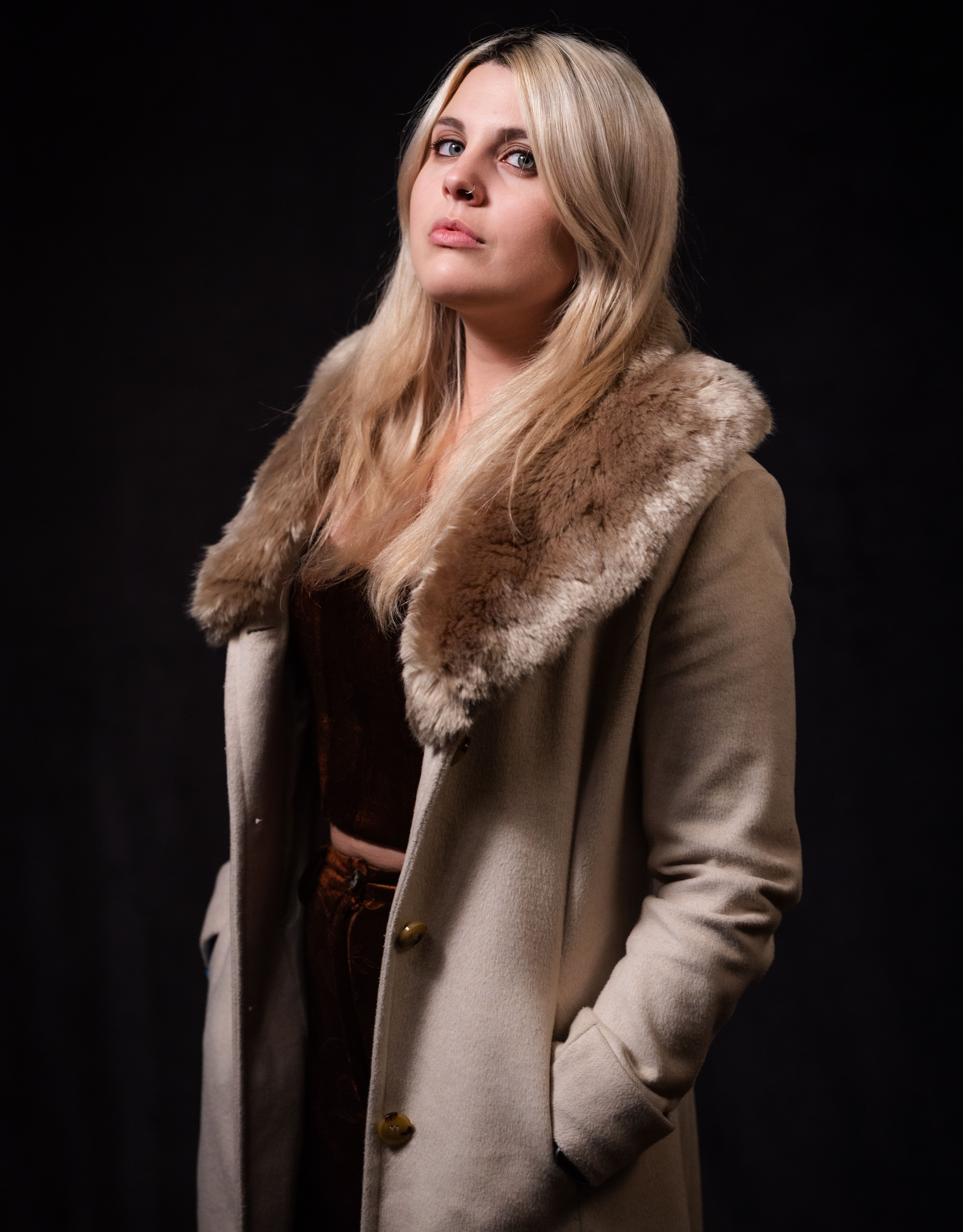
Pelzbesatz aus gerupftem Biber („Samtbiber“), Katrina Rotondo, 2024

Ehemals galt der Biber wegen seines Fells im Handel als der „König der Pelztiere“. Bis zur Mitte des 20. Jahrhunderts wurde das Biberfell in Nordamerika sogar als Zahlungsmittel benutzt, alle Güter orientierten sich im Handel mit den Indianern am Wert eines Biberfells. Der Biber war dort das Hauptobjekt des Pelzhandels. Den hohen Wert machte viele Jahre lang nur das weiche Unterhaar des Bibers aus, aus dem die hohen breitrandigen, so genannten Kastorhüte gefertigt wurden, und weniger das Fell insgesamt. Aber beispielsweise auch 2019 dominierten bei geringer Nachfrage aus der Bekleidungsbranche auf einer Auktion die Hutmacher den Verkauf.
Abgesehen von der verschiedentlichen Nutzung durch die einheimische Bevölkerung werden die Felle etwa seit 1830 für Bekleidungszwecke verwendet, wo sie Eingang in die europäische Pelzwirtschaft fanden. Aus den Drüsensäcken des Tiers wird das Bibergeil gewonnen, noch um 1850 ein häufiges und teuer bezahltes Arzneimittel, heute vor allem ein Bestandteil einiger Parfüms.
Dieser Artikel behandelt die Felle des nordamerikanischen Bibers, im Handel meist kanadischer Biber genannt, und des europäischen Bibers in ihrer Eigenschaft als Handelsware.

## Geschichte

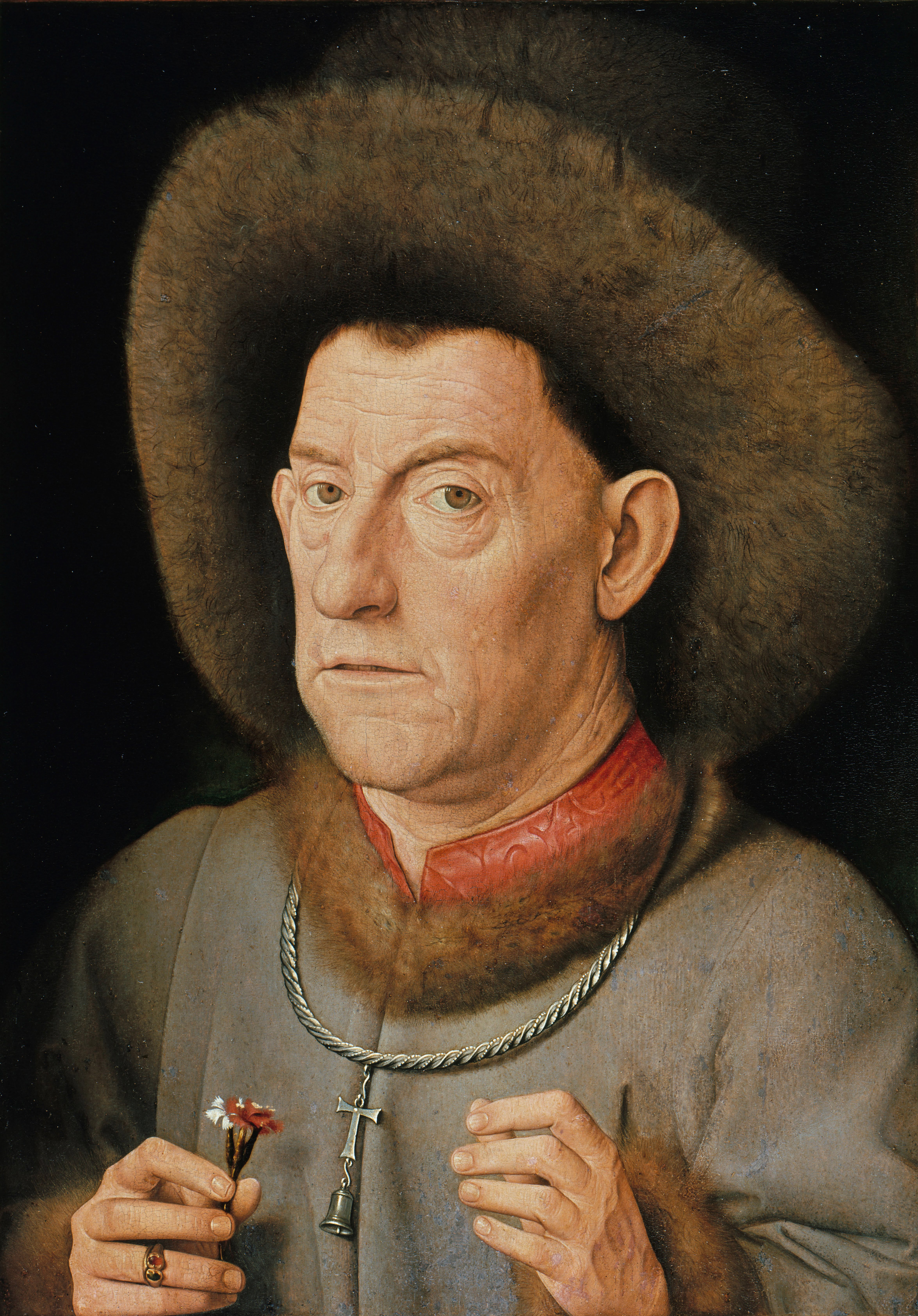
Porträt eines Mannes mit Biberhut (Jan van Eyck, etwa 1435)

Mittelalterliche Erwähnungen lassen erkennen, dass Biberfelle damals, wenn auch in geringerer Menge als die Felle einiger anderer Pelzarten, zu den, auch internationalen, Handelsartikeln zählten. Der arabische Dichter Nezāmi nennt unter den zahlreichen Fellen, die Alexander dem Großen vom Herrscher des Königreichs Serîr verehrt wurden, auch den glatten Biber. Ein anderer Araber, der Geograph Ibn al-Faqih (10. Jh.) schreibt: „Was die slawischen Kaufleute anlangt, so führen sie Fuchs- und Biberfelle vom äußersten Slawenlande mit sich und bringen sie nach dem Mittelländischen Meer.“ Nach Abu Abdallah Jâqût (* 1179; † 1229) wird Biber (qundus) aus dem slawischen Norden bezogen, ebenso von Ibn Hauqal. Dimeschqi vermerkt, dass Biber (qundus) und Zobel über das Schwarze Meer und das Asowsche Meer nach Süden eingeführt werden. Durch den Fellhandel fand auch der indogermanische Name des Bibers Eingang in das Arabische. Das germanische bëbru- (ahd. bibar), altslawisch bebrъ wird von einigen arabischen Schriftstellern der orientalischen Bezeichnung kelb el-mâ „Hund des Wassers“ vorgezogen.
In der isländischen Heimskringla wird von der Fahrt von Thore Hund, Karli und 105 Genossen im Jahr 1026 zum Fluss Drina berichtet. Sie kauften dort zunächst auf einem „Markte“ viel Grauwerk, Biber- (bjôrskinn) und Zobelfelle. Später allerdings sagten sie jedoch den Frieden auf und heerten im Lande.
Auch das Bibergeil, dem eine besonders große Heilkraft zugesprochen wurde, war zu der Zeit bereits sehr begehrt.
Als Pelz wird der Biber in der Kleiderordnung Karls des Großen erwähnt. Im Mittelalter lag der Biberfellpreis gleich unter den am höchsten bewerteten Luchsen und den schwarzen Füchsen. Für einen vollständigen Pelz rechnete man zwölf Felle. Der Umstand, dass dies ein ganz beachtliches Gewicht ergab, dürfte ein wesentlich Grund dafür gewesen sein, dass die Felle später fast nur noch zu Besätzen, Kragen und Futtern verarbeitet wurden. Das Färben von Fellen zur Verbesserung ihres Aussehens, in der Regel ein Nachdunkeln, war bis nach dem ausgehenden Mittelalter in Deutschland in der Regel verpönt. Im Jahr 1485 lassen sich die Breslauer Kürschner dies noch einmal vom Rat der Stadt bestätigen, mit dem ausdrücklichen Verweis auf Biberfelle. Weder die heimischen Kürschner noch Auswärtige durften auf den Jahrmärkten gefärbte Felle oder Pelzwaren anbieten.
Von ihrer Entdeckungsreise im Jahr 1788 im Auftrag des russischen Händlers Iwan Schelichows zu den Tschuktschen brachten die Seeleute auch Biberfelle mit. Für die Biber bezahlten sie der Bevölkerung der Inseln am Kap Saint Elias acht bis neun Schnuren Schmelzperlen, für ein Otterfell und für Biberschwänze je fünf Korallen. „Mit größtem Interesse studiert man die Sitten und Gebräuche der Eingeborenen, deren Kleidung vorwiegend aus Biber, Zobel-, Vielfraß- und Murmelfellen bestand“, so Emil Brass. Das erste Schiff des Schelichow unter dem Steuermann Pribyloff kam nach Ochotsk zurück mit einer Ladung von 2000 Biberfellen, 40.000 Seeotter- und 6000 Blaufuchsfellen. Bereits diese erste seiner Fahrten machte Schelichow zum reichsten Mann von Ochotsk.
Der erste amtliche Tribut, den Atlassow als Kaufmann von Kamtschatka nach Jakutsk schickte, bestand aus 3200 Zobelfellen, vier Fischotterfellen und zehn Seeotterfellen („Kamtschatkabiber“), zehn Graufuchsfellen, 191 Rotfuchsfellen sowie sieben Biberfellen.
In Sibirien gehörte der Biber zu den zahlreichsten Tieren und den wichtigsten Felllieferanten. Es gab eine eigene Zunft von Biberfängern, die „Bobrowniki“. Die Tiere wurden so stark bejagt, dass Anfang des 20. Jahrhunderts nur noch kleine Restbestände in entlegenen Sumpfgebieten vorhanden waren. Seit 1924 stehen die Restbestände dort unter strengem Schutz und die Bestände vergrößern sich langsam.
Während in den westlichen Ländern die Verwendung der Biberfelle zu Bekleidungszwecken erst um 1850 begann, wurden sie in Russland und China schon früher hierfür genutzt. Bereits Ende des 17. Jahrhunderts wurden große Mengen der schwarzen Felle als Castor de Moscovie von Kanada nach Russland exportiert. Von Moskau aus gingen dann über Kiachta große Mengen nach China. Von 1817 bis 1819 kamen beispielsweise 19.000 amerikanische Biberfelle nach Kiachta, 1841 bis 1843 waren es 30.827. Im Jahre 1911 schrieb Brass, heute kommen fast keine mehr dorthin. In früheren Jahrhunderten wurden die Felle in der Mongolei vielfach zu Pelzmützen verarbeitet.

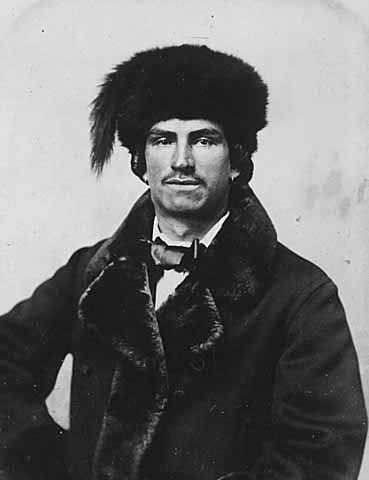
Amerikanischer Pelzhändler mit biberbesetztem Mantel (1870)

Die Biberkriege, auch Franzosen- und Irokesenkriege genannt, waren eine ununterbrochene Folge von Konflikten, die zwischen 1640 und 1701 im östlichen Nordamerika zwischen der Konföderation der Irokesen und ihren mit Frankreich verbündeten Nachbarstämmen ausgetragen wurden. Der Name Biberkriege für eine der wohl blutigsten Auseinandersetzungen in der Geschichte Nordamerikas zeigt, welche Bedeutung dem Fell zu der Zeit in der amerikanischen Wirtschaft und besonders für die Urbevölkerung zukam. Die Irokesen versuchten ihr Territorium auf das Gebiet der benachbarten Stämme, hauptsächlich Algonkin, auszudehnen, um so als Mittler im Fellhandel zwischen den Franzosen und den westlichen Stämmen auftreten zu können. Die Expansion der Irokesen unter der Führung des Mohawk-Stammes und die Vertreibung der unterlegenen Stämme veränderte die Stammesgeographie im gesamten Nordamerika.
Etwa um 1700 mussten in Kanada alle Biberfelle an die dort jeweils regierende Handelskompagnie abgeliefert werden, anfangs zu einem festen Durchschnittspreis von 4 ½ Franc per Pfund, später teilte sie die Ware in verschiedene Sorten auf und zahlte unterschiedliche Preise. Die teuersten waren mit 18 Franc die ganz weißen, von denen 1911 Rauchwarenhändler Emil Brass schreibt, dass „dieselben noch viel seltener geworden, und ich habe unter etwa ½ Million Biberfellen nur zwei weiße gesehen“. Die nächste Preisstufe waren „die feinen schwarzen „Castor die Moskovy“, die schon damals zur Pelzwerkbereitung nach Russland gingen und 6 Franks per Pfund kosteten. Alle übrigen Sorten, bei weitem die Mehrheit, dienten der Filzhutproduktion“.
Ursprünglich wurden Hüte aus ganzen Biberfellen gearbeitet, die wegen ihres ansehnlichen Gewichts nur als wärmende winterliche Kopfbedeckung getragen wurden. Indem man die Haare abschor und in einem Luftstrom die harten Grannen vom weichen Unterhaar trennte, konnte man sehr leichte Filzhüte, bis hinab zu 42 Gramm, fertigen. Zum Verfilzen eignete sich am besten die Sorte „Castor gras“, fette Biber. Das waren bereits verarbeitete Felle, die von den Indianern schon so lange getragen oder als Bettdecken benutzt waren, dass die Grannenhaare ausgefallen und das Wollhaar ganz verfettet war. Für sie wurde 4 ½ bis 5 Franc für das halbe Kilo bezahlt. Die nächste Qualität war „Castor demi gras“, noch nicht so lange getragene Biberpelze mit einem Preis von 3 ½ Franc und zuletzt frische Felle mit 2 ½ Franc. Bei den Engländern in Boston und Newyork wurden wesentlich höhere Preise erzielt, und so entwickelte sich ein lebhafter, aber streng verbotener Schleichhandel zum englischen Gebiet, „an dem sich nicht nur die Kaufleute, sondern auch die Jesuiten und nach Angabe des Pater Lahontan, selbst der Gouverneur des Landes, de Barre, lebhaft beteiligten“. Ein Fell ergab etwa ein dreiviertel Kilo Haare; daraus ließ sich über ein Dutzend Hüte machen. Grannenhaare sind zum Verfilzen ungeeignet; sie lieferten noch Handschuhe, Strümpfe und Malerpinsel.

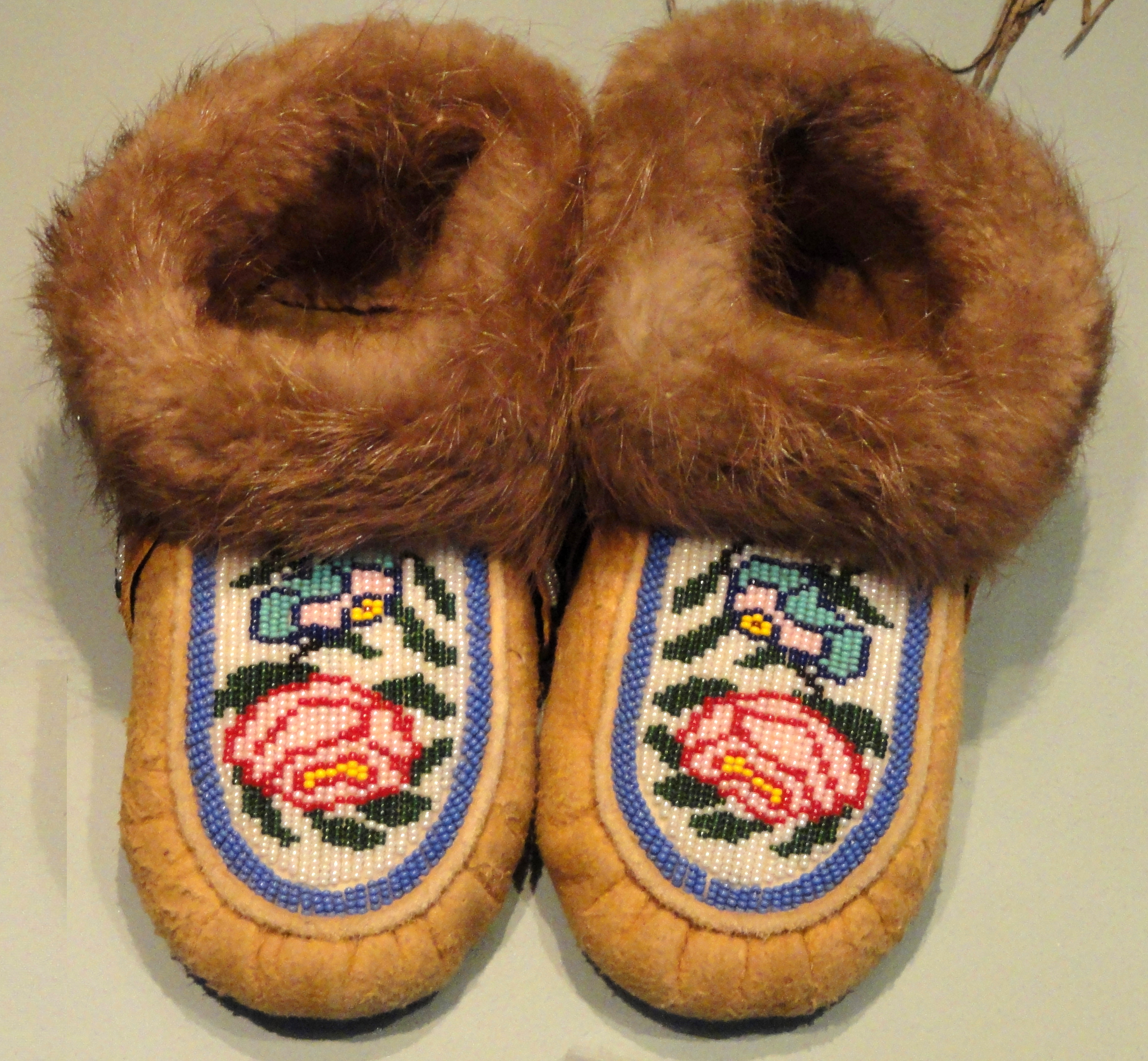
Moccassins mit Biberrand (1975)

Nachdem der Biber um 1900 in Teilen Kanadas fast ausgerottet, in großen Teilen stark dezimiert war, wurden in letzter Minute effektive Schutz- und Schongesetze erlassen und der Biber auch dort wieder ausgesetzt, wo er einst gelebt hatte. Bereits 1961 wurde die Erlaubnis zum Fang von 33.400 Bibern erteilt, der sich in den Jahren darauf steigerte. Der Fang von Bibern und anderen Pelztieren bildet die Existenzgrundlage mancher Indianer, die auch das Biberfleisch als Nahrung nutzen. Mittlerweile haben die Biber sich so stark vermehrt, dass der Bestand genau überwacht wird und sie auch zum Schutz des Baumbestands gefangen werden. Der Fang selbst ist streng geregelt.
Der Biber wurde zu einem offiziellen Emblem Kanadas, am 24. März 1975 erhielt er durch den act to provide for the recognition of the beaver (castor canadensis) as a symbol of the sovereignty of Canada die königliche Anerkennung.
In Nordamerika galt in früheren Jahrhunderten das Biberfell als Zahlungsmittel. Die Hudson’s Bay Company, die den Biber als Wappentier führt und ihr Handelshaus in London „Beaver House“ genannt hat, hatte im 17. und 18. Jahrhundert unter anderem folgende, sich alle am Biberfell orientierende Tauschtarife (siehe auch Pelzhandel in Nordamerika):
| Anzahl der Felle | Gegenwert          |  | Anzahl der Felle                                | Gegenwert                                       |
| 15 Biberfelle    | eine Flinte        |  | 5 Biberfelle                                    | eine wollene Decke                              |
| 3 Biberfelle     | ein Dutzend Messer |  | 2 Biberfelle                                    | ein Pfund Tabak usw.                            |
| 2 Biberfelle     | eine Axt           |  | ein Schwarzfuchs war ranggleich 20 Biberfellen. | ein Schwarzfuchs war ranggleich 20 Biberfellen. |

Setzten die enormen Preise, die die Indianer für europäische Waren zahlen mussten, die Zeitgenossen schon damals in Erstaunen, so ist dies doch eine bereits etwas verbesserte, reglementierte Liste. Noch weniger reell liest sich, dass für eine Flinte so viele Biber aufgeschichtet werden mussten, wie dieselbe lang war. Was dazu geführt haben soll, dass die den Indianern eingetauschten Gewehre jedes Jahr länger wurden.
Die Zucht der Biber in Gehegen ist mehrfach versucht worden, auch in Amerika. Im Jahr 1898 wurde am Grünen See im Norden der kanadischen Provinz Saskatchewan eine große Fläche Sumpfland eingezäunt und mit fünf Biberpaaren besetzt. 1902 konnte man bereits 150 Felle verkaufen. Etwa 1925 begann der Amerikaner Mark Weaver (* 1893; † 1981) Biber zu züchten, 35 Jahre später hatte er Farmen in den Staaten Washington, Oregon, Montana, Idaho, Utah, Wyoming und Kalifornien mit ungefähr 5000 Zuchttieren, ohne dass er ein Fell verkaufte. Er glaubte auch nicht, seine Produktion in absehbarer Zeit regulär auf den Markt bringen zu können. Er versuchte Mutationen zu erzeugen, von denen er meinte, dass sie eine gute Zukunft haben würden. Eine goldene und eine rein schwarze Art hatte er bereits erzielt. Jedoch ist man dazu übergegangen, gezüchtete Tiere wieder in die freie Wildbahn auszusetzen, da sich die Ernährung der Tiere und der Bedarf an großen, eingezäunten Flächen als sehr schwierig erweist. Immerhin wurden 1965 in 60 Farmen mehr als 20.000 kanadische Biber gehalten. Besonderer Wert wurde dabei tatsächlich auf Mutationsfarben gelegt, da sich deren Felle zu höheren Preisen verkaufen ließen.

## Das Fell

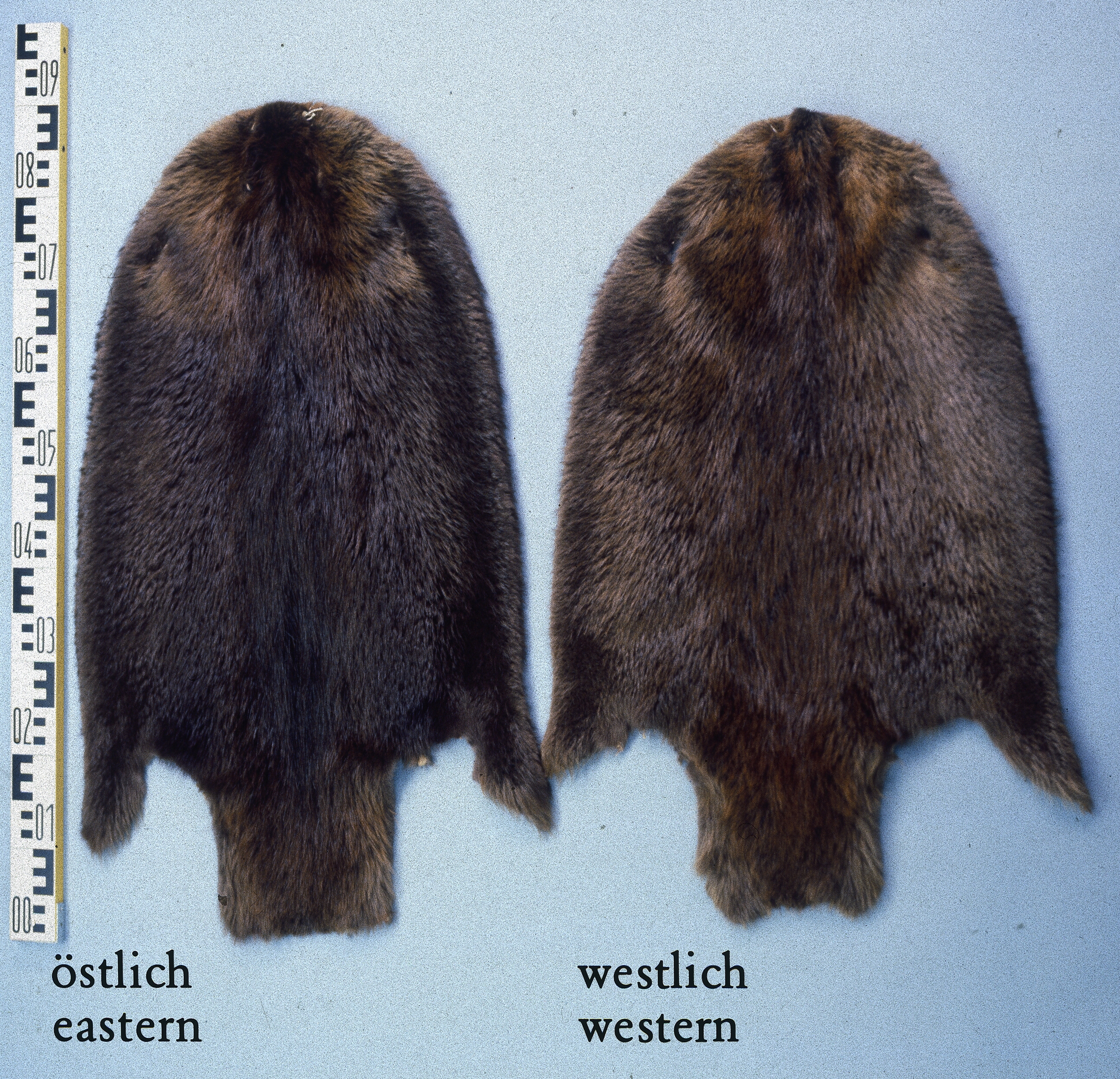
Links östlicher, rechts westlicher kanadischer Biber
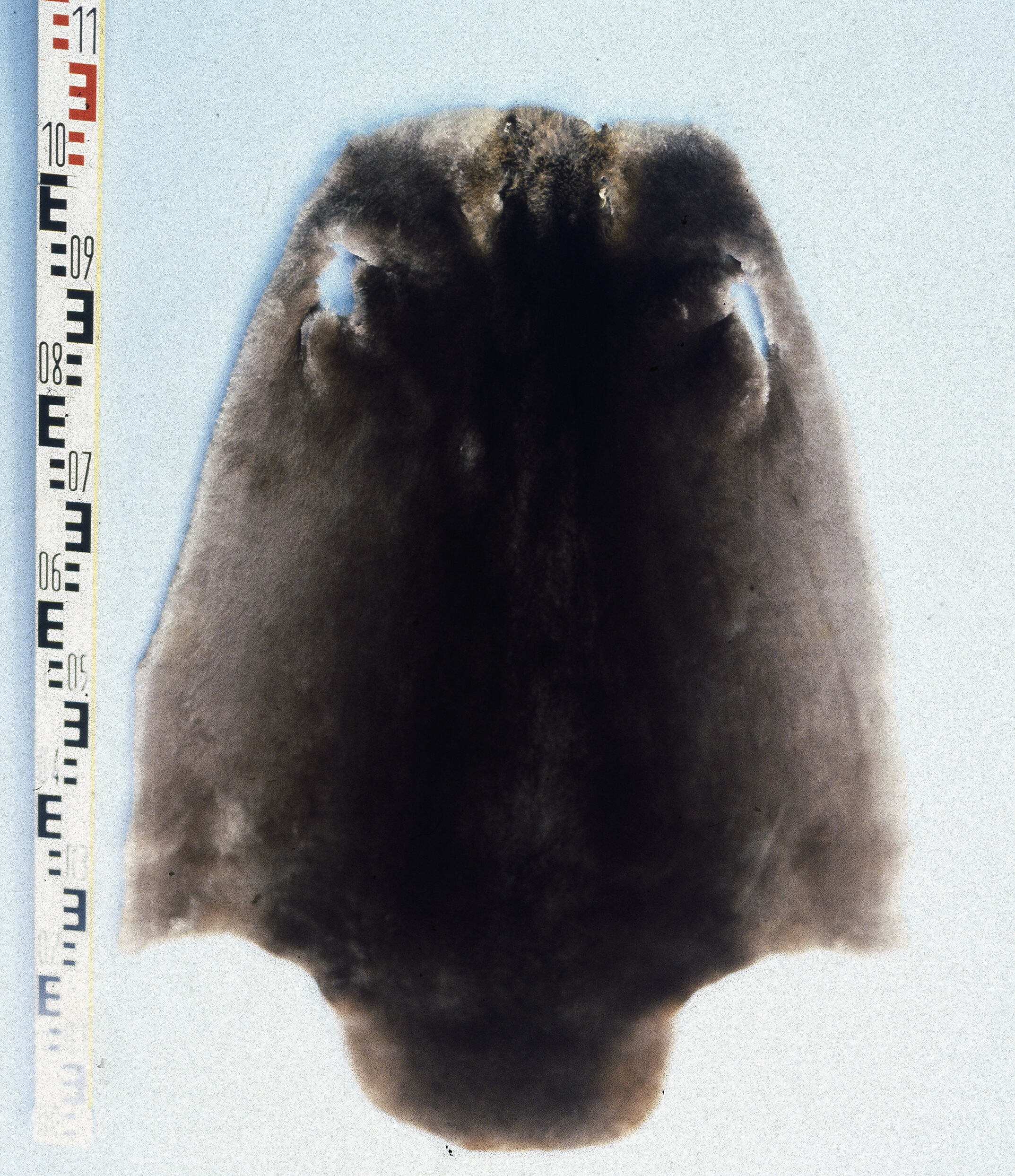
Entgranntes Biberfell

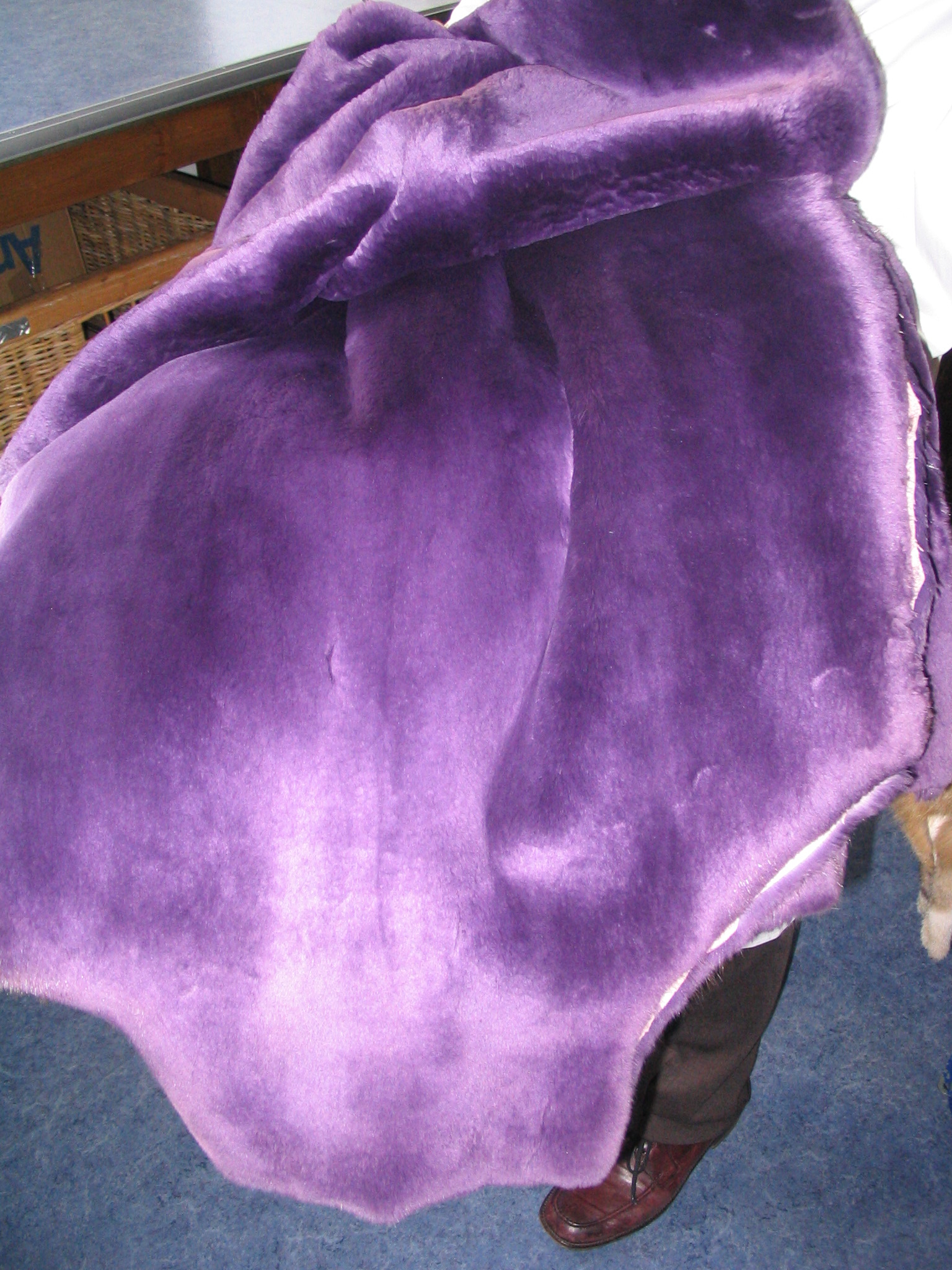
Entgrannt und gefärbt

Nennenswerte Unterschiede zwischen dem amerikanischen und europäischen Biber gibt es nicht. Die beiden Biberarten können bis zu 1,40 m lang werden, die durchschnittliche Felllänge beträgt 75 bis 95 cm. Die Größenunterschiede zwischen den Geschlechtern sind gering. Der Kopf ist kurz mit einem kurzen, dicken Hals, die Ohren sind klein.
Die Unterwolle ist auffallend dicht und fein. Sie wird vom Rücken nach den Seiten und der Wamme zu dichter. Die Färbung variiert beim amerikanischen Biber im Allgemeinen zwischen Hell- bis Dunkelkastanienbraun (zum Teil mit schokoladenbraunen oder bräunlichroten Tönungen), wobei die Wamme etwas heller und mehr grau ist. Die Unterwolle ist im Rücken dunkelbraun, an den Seiten mehr graubraun bis blaugrau.
Das europäische Biberfell ist normalerweise ziemlich einfarbig braun (von hellbraun oder fast sandfarben bis dunkelbraun oder rötlich schwarzbraun), die Granne ist etwas heller, im Bereich der etwa die halbe Länge des Haares einnehmenden Wamme hellbraun. Die Grannenhaare sind an der Basis dunkelbraun, die kurze feine Spitze hat wieder dunklere Färbung. Die Unterwolle, die völlig von den Grannenhaaren überdeckt wird, ist meist heller als das Grannenhaar, am Rücken dunkelbraun, an den Seiten graubraun bis blaugrau. Das in der Wamme kürzere, dichter stehende Haar ist dort nahezu büschelförmig verteilt. Rücken und Kopf sind kürzer behaart.
Im Woronesch-Schutzgebiet waren vor 1986 mehr als die Hälfte schwarze Tiere, in zwei weiteren russischen Gebieten wurden einheitlich melanistische Populationen aufgebaut (in Chopjor und an der Petschora).
Weiße albinotische und schwarze melanistische Felle sind sehr selten. Auch goldfarbene, blaue und mehrfarbige mit weißem Oberkopf und grauer Rückenpartie sind bekannt geworden. Am Fluss Asas in der russischen Republik Tuwa (südliches Sibirien) existiert eine gescheckte Population mit weißen Flecken, Bauch und Pfoten.
Kanadische Biber haben eine etwas dichtere und langhaarigere Unterwolle als europäische. Sie sind meist dunkler, die aus den westlichen und zentralen USA heller, südliche rötlicher. Der Haarwechsel erfolgt allmählich, wie bei anderen, im Wasser lebenden Pelztieren auch.
Das Fell ist sehr widerstandsfähig, der Haltbarkeitskoeffizient für den Biber wird für Felle mit Grannenhaar mit 80 bis 90 Prozent, ohne Grannen mit 70 bis 80 Prozent angegeben. Bei geschorenen Fellen kräuselt sich, wie beim geschorenen Nutria, das Fell mit zunehmendem Alter, das heißt, es legen sich die Spitzen der Oberhaare um.
Das Winterfell ist qualitativ nur geringfügig besser als das Sommerfell. Den vollen Wert hat das Fell erst nach dem dritten Lebensjahr.
Das Haar: Das Biberfell ist mit 23.000 Haaren pro Quadratzentimeter (Mensch: bis zu 600 Haare pro cm²) sehr dicht. Die schräg nach hinten gerichteten Grannenhaare sind etwa fünf bis sechs Zentimeter lang, das Unterhaar zwei bis drei Zentimeter. Die Grannen sind nicht sehr kräftig, aber straff. Sie sind im hautnahen Bereich verschmälert (0,064:0,03 mm) und verbreitern sich nach oben (0,18:0,06 mm), am Rücken sind sie fünf bis sechs Zentimeter lang. Die Schuppenschicht (Kutikula) weist im mittleren und unteren Haarteil wellenförmige Linien mit starker Zähnelung auf. Die dicht stehenden, gekräuselten Wollhaare sind zwei bis drei Zentimeter lang. Alle Haare sind büschelförmig angeordnet. Die Haardichte beträgt am Rücken 12.000, am Bauch 23.000 pro cm².

## Europäischer Biber

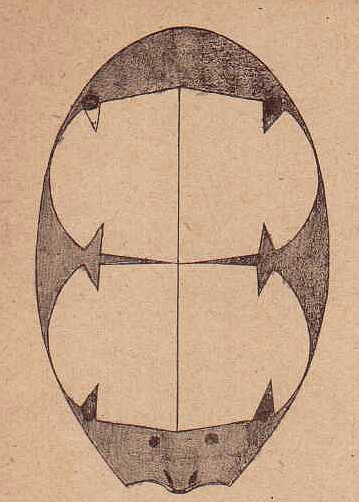
Das Zuschneiden von zwei Bibermützen (die rechte und linke Hälfte werden jeweils vertauscht und in den Fellseiten zusammengenäht und die Abnäher zugenäht) (1895)

Der Europäische Biber, das größte Nagetier der alten Welt, bevölkerte einst ein Gebiet von Westeuropa bis an den Ural. Durch die fortschreitende Kultivierung, die Regulierung der Flüsse und Seen, aber auch infolge ständig ausgeübter Jagd, um in den Besitz des Felles, teils aber auch des Bibergeils, das als Medizin verwendet wurde, zu gelangen, sind die Bestände ausgerottet worden. Inzwischen gibt es wieder einige kleine Populationen auch in Deutschland. Der europäische Biber ist durch die Bundesartenschutzverordnung streng geschützt.
Gegenüber dem kanadischen Biber ist der europäische etwas kleiner und das Fell von weniger guter Qualität, abgesehen von den in sehr kleiner Stückzahl anfallenden aus Sibirien, die wohl den nordamerikanischen Bibern entsprechen. In der Leningrader Auktion wurden 1974 beispielsweise 2000 Felle angeboten, 1976 auf einer norwegischen Auktion 100. Das russische Angebot war seitdem ständig angewachsen, 1987 waren es 15.000 Felle.
Schedels Warenlexikon von 1814 unterschied für Russland in große Sorten, Bjelomeszdrye, und in kleine, genannt Koptscherye, und Järzi. Der dortige Händler sortierte sie in Siranische, Obysche und Tschulymsche ohne Bäuche, und in junge Biber, Koschloki, die stückweise gehandelt wurden., außerdem in Biberbäuche, die sackweise verkauft wurden.
Die Felle werden offen angeliefert, aber auch in Beutelform mit dem Haar nach außen.

### Kanadischer Biber

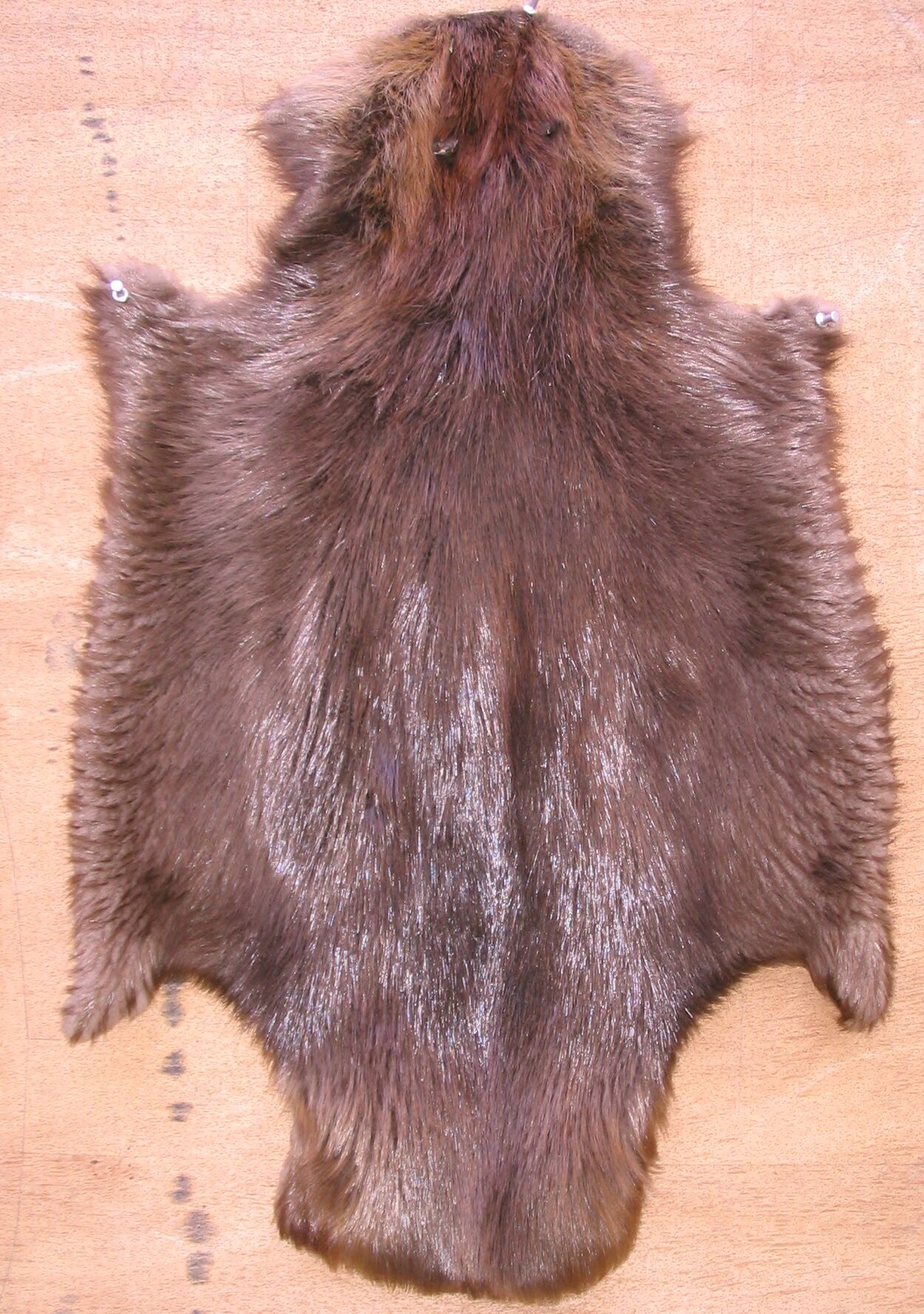
Gegerbtes Kanadisches Biberfell

Der Kanadische Biber bewohnt mit seinen Unterarten den nördlichen Waldgürtel Nordamerikas. Die Felle werden zum Trocknen vom Indianer oder Trapper in eine ovale, fast kreisrunde Form gespannt. Die Felle der von den Indianern gefangenen Biber waren nach Angaben eines Frankfurter Rauchwarenhändlers auch an der besonders liebevollen Vorbehandlung zu erkennen, das Leder der Felle war weiß, die Ohrenlöcher waren zugenäht.
Neben dem Fell und dem Bibergeil waren auch das Fleisch und als Delikatesse der Biberschwanz begehrt.

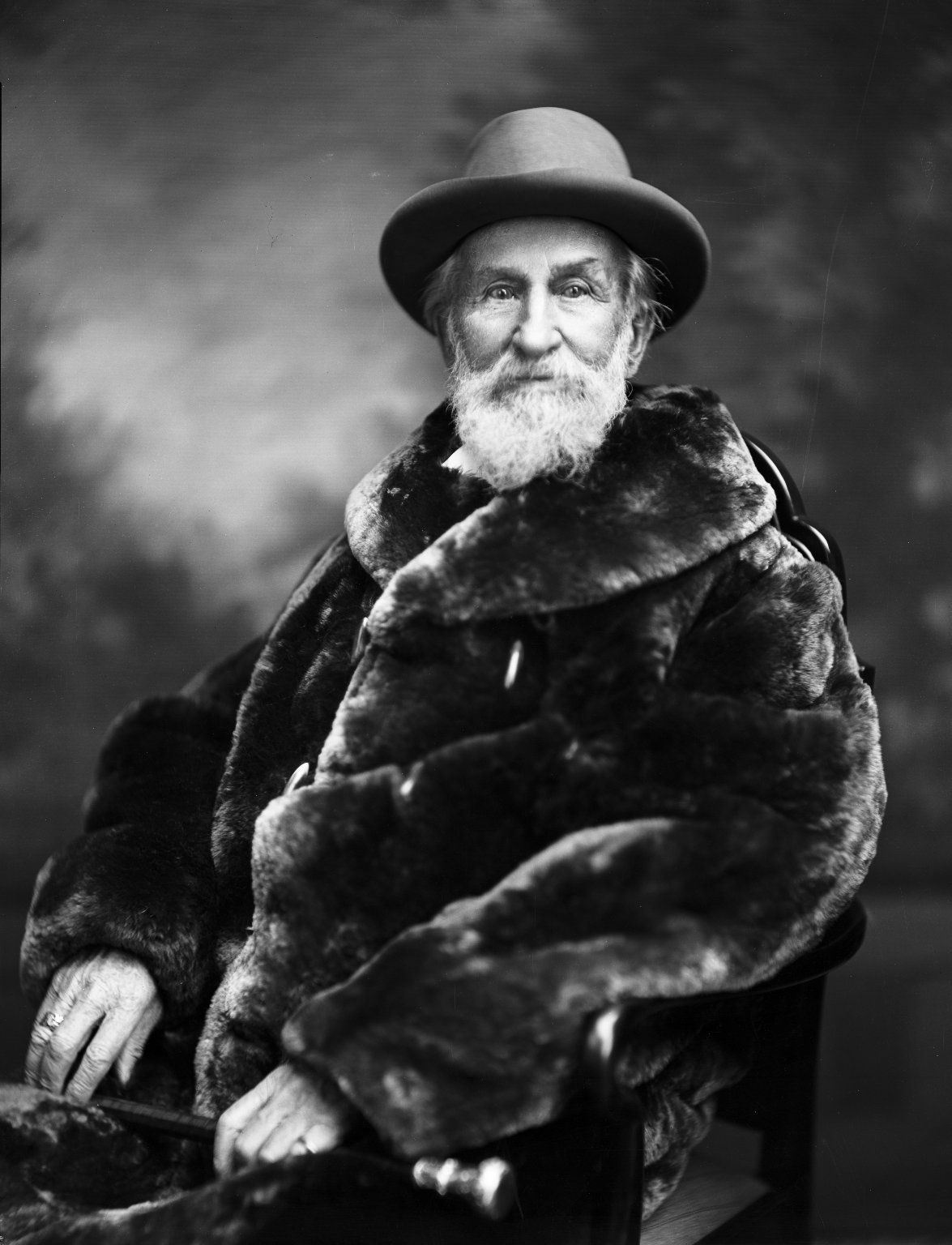
Der amerikanische Rancher Nathaniel Kimball Boswell im Mantel aus gerupftem Biber (1919)

### Handel
Rohsortimente der Hudson’s Bay and Annings Ltd., London
a) Größen: Exexlarge, exlarge, large, medium, small, extra small

b) Sorten: I, I & Nr. 2, II, III, IV; die einzelnen Sorten unterteilt in flat (flach) & rubbed (berieben), slightly damaged (gering beschädigt), good damaged (gute beschädigte), badly damaged (schwer beschädigt), burnt (rohverbrannt), pieces (Stücken); cubs (Jungtierfelle)
c) Farben: black (Schwarz), dark brown (Dunkelbraun), pale (fahl)
| Ex ex large („Blankets“) | 66 inches und darüber |
| Ex large | 61–65 inches          |
| Large | 56–60 inches          |
| Large medium | 51–55 inches          |
| Medium | 47–50 inches          |
| Small | 39–46 inches          |
| Extra small | darunter              |
| Die angegebenen Größen ergeben sich aus der Addition der Länge und der Breite der Felle. Bei Fellen mit „fishtail“, das heißt mit außergewöhnlich gezogenem Schwanzteil, wird das Schwanzteil nicht gemessen. Bei „diamond shaped“ = diamantförmigen Fellen werden die Ecken nicht mitgemessen. |                       |

| d) Herkommen              | d) Herkommen | d) Herkommen |
| ------------------------- | --- | --- |
| Kanada – Nördliche        | Hudson Bay Fort George Eskimo Bay East-Maine-Fort | feine Sorten, besonders dunkel bis extra dunkel, seidig |
|                           | Moose River York Fort | etwas heller als vorherige Sorten |
| Kanada – Östliche         | Labrador Prov. Québec (PQ) New Brunswick Nova Scotia Ontario Lake Superior | kleiner, seidig, dicht; etwas heller; gute Qualität, doch fehlt die seidige Struktur und Dichte der Hudson Bay-Herkommen. |
| Kanada – Zentrale         | Manitoba Saskatchewan Alberta | den östlichen Sorten nahekommend, doch heller und bei längerer Granne nicht ganz so voll (rauch) in Qualität und weniger seidig als Hudson Bay |
| Kanada – Westliche        | British Columbia | den zentralen Herkommen ähnlich, doch sind die ausgesprochenen Küstenbiber strohiger und länger im Haar |
| Kanada – Äußerster Norden | Mackenzie River | kleiner, weniger seidig, weniger dicht als andere kanadische Sorten |
| Alaska                    | besonders blau in der Unterwolle, Granne etwas mehr ins Graue spielend; ein kleiner Prozentsatz des Anfalls ist übergroß. | besonders blau in der Unterwolle, Granne etwas mehr ins Graue spielend; ein kleiner Prozentsatz des Anfalls ist übergroß. |
| USA – Östliche            | Diese Herkommen sind bekannt für besonders feine, blaue (dunkle, nicht rotstichige) Ware, die jedoch nicht ganz so groß ist wie zentrale und westliche Sorten. Es fallen darunter die Neuengland-Staaten, New York State, Pennsylvania, Michigan. In Michigan ist die als UP (Upper Peninsula) bekannte Gegend als Lieferant guter Felle hervorzuheben. Sie ist etwa der Lake-Superior-Sorte (Kanada) gleichzusetzen. | Diese Herkommen sind bekannt für besonders feine, blaue (dunkle, nicht rotstichige) Ware, die jedoch nicht ganz so groß ist wie zentrale und westliche Sorten. Es fallen darunter die Neuengland-Staaten, New York State, Pennsylvania, Michigan. In Michigan ist die als UP (Upper Peninsula) bekannte Gegend als Lieferant guter Felle hervorzuheben. Sie ist etwa der Lake-Superior-Sorte (Kanada) gleichzusetzen. |
| USA – Zentrale            | Gut in der Größe; farblich blasser, besonders zum Färben und Blenden (Nachdunkeln) geeignet. Die voll ausgereifte Ware hat eine kräftige Qualität. | Gut in der Größe; farblich blasser, besonders zum Färben und Blenden (Nachdunkeln) geeignet. Die voll ausgereifte Ware hat eine kräftige Qualität. |
| USA – Westliche           | Washington- und Oregon-Biber sind von feiner Qualität. Biber aus Kalifornien, klimatisch bedingt, qualitativ und farblich weniger gut. | Washington- und Oregon-Biber sind von feiner Qualität. Biber aus Kalifornien, klimatisch bedingt, qualitativ und farblich weniger gut. |
| USA – Südliche            | Größere Anlieferungen kommen aus Texas, Louisiana und Alabama. Sie haben durchweg eine gute Größe bei grober Qualität. Typisch für das südliche Herkommen ist die harte Granne und die geringe Unterwolle. Die Farbe ist hell bis rot. | Größere Anlieferungen kommen aus Texas, Louisiana und Alabama. Sie haben durchweg eine gute Größe bei grober Qualität. Typisch für das südliche Herkommen ist die harte Granne und die geringe Unterwolle. Die Farbe ist hell bis rot. |

## Veredlung, Verarbeitung

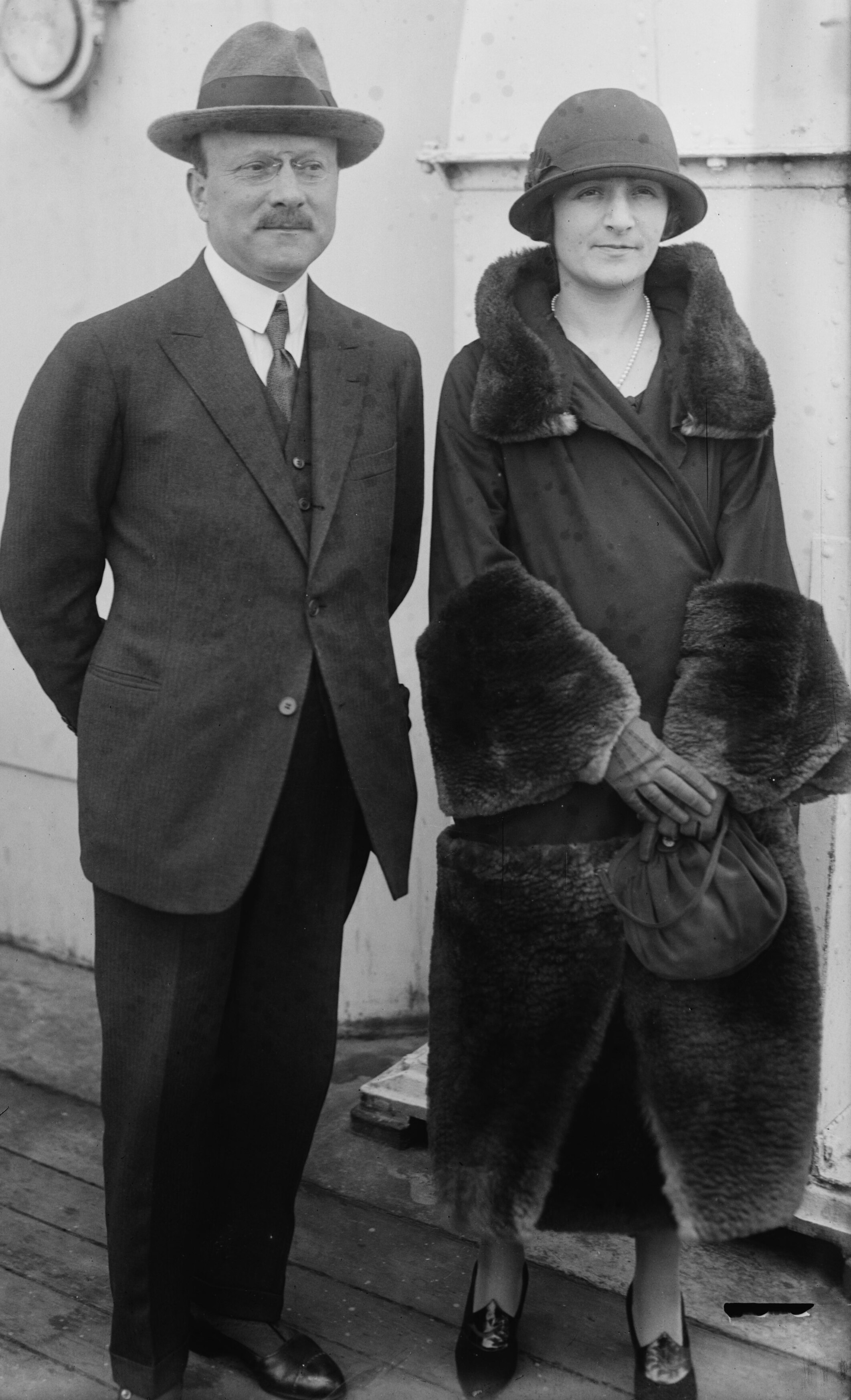
André Citroën (1878–1935), seine Ehefrau mit Biberbesatz (gerupft) an Mantelrumpf, Manschetten und Kragen

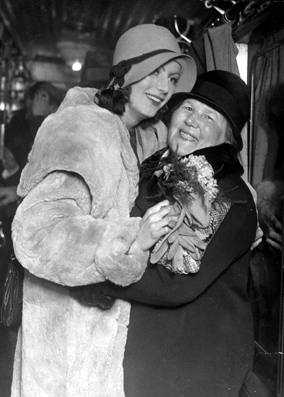
Schauspielerin Greta Garbo mit hellfarbigem, gerupftem Bibermantel (1939)
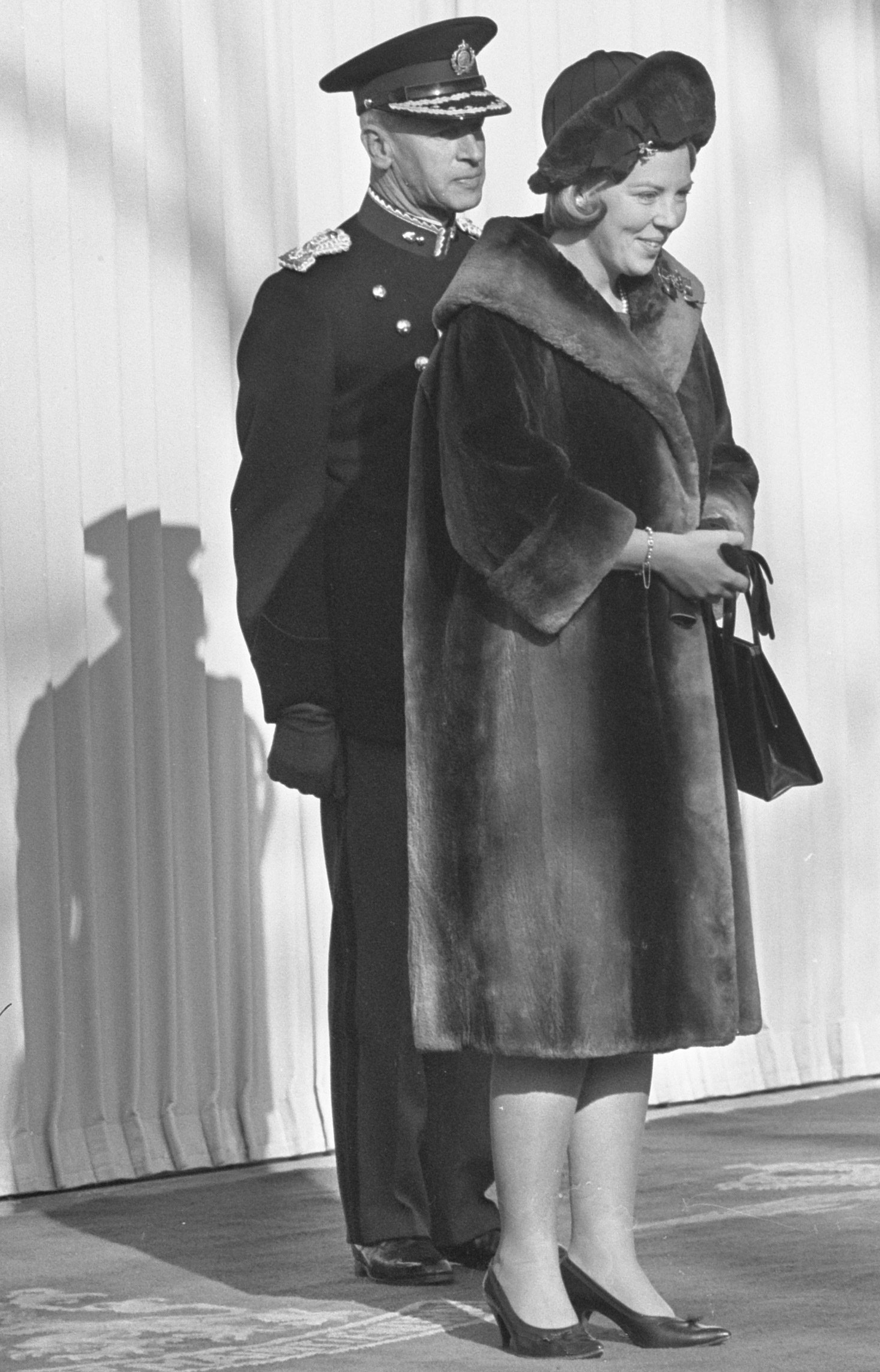
Beatrix der Niederlande im Phantom-Bibermantel (1964)

Ehe man dazu überging, für die Pelzverarbeitung die missfarbigen und harten Grannenhaare zu entfernen, wurde nur das Biberhaar verwendet. Das Wollhaar wurde verfilzt und zu so genannten „Kastorhüten“ verarbeitet, die im 18. und 19. Jahrhundert besonders beliebt waren. Oder es wurde zu diesem Zweck die Unterwolle ausgekämmt, aus den Fellen wurden anschließend klerikale Bekleidung und Gerichtsroben gekürschnert. Wurden nur die Haare genutzt, verwendete man die abfallenden Häute für Beutlerarbeiten oder zur Siebherstellung.
Bei der Herstellung der Castorhüte wurde das giftige Quecksilbernitrat bei der Beize der Felle verwendet, um das Verfilzen der Haare zu ermöglichen. Der englische Ausdruck „mad as a hatter“ – „verrückt wie ein Hutmacher“ (siehe auch Hutmachersyndrom) geht auf diese Anwendung zurück. Der „verrückte Hutmacher“ wurde auch im deutschen Sprachbereich durch die Figur des Hutmachers in Lewis Carrolls Alice im Wunderland populär.
In einer Veröffentlichung zur Weltausstellung in London im Jahr 1851 wurde erwähnt, dass Biberfelle mittels einer genialen neuen Maschine so zubereitet werden können, dass daraus schöne Damenbekleidung hergestellt werden kann. Mitte des 19. Jahrhunderts waren Felle junger Biber generell noch teurer als Felle älterer Tiere, obwohl Letztere größer sind. Felle jüngerer Tiere sind zum einen feiner und glänzender, zum anderen nahmen sie beim damaligen Stand der Pelzveredlung die Farbe besser an. 1903 wird berichtet, dass geringfarbige oder fleckige Felle auch schwarz oder sealbraun eingefärbt wurden. Zu der Zeit begünstigte die Mode eine Technik nicht mehr, bei der mit gutem Erfolg weiße Spitzen in diese gefärbten Felle eingezogen wurden.
Ein Frankfurter Rauchwarenhändler berichtete aus den 1960er Jahren, dass einige der roh eingekauften Biberfelle ein fast weißes Leder aufwiesen, sie waren „sehr liebevoll vorbehandelt, die Ohrenlöcher sind zusammengenäht“ und federleicht. Diese Exemplare waren von Indianern gefangen. Auf manchen standen noch die Namen der indianischen Trapper.
Heute wird das Biberfell den verschiedensten Veredlungsverfahren unterzogen, die nicht sämtlich aufgezählt werden können, zumal, je nach Mode und fortschreitender Pelzveredlungstechnik, immer neue Verfahren entwickelt werden.
- Grannenbiber
  - Zugerichtete Biber, ohne Veränderung der Fellstruktur (naturbelassen). In diesem Zustand wird der Biber für eventuelle weitere Veredlungsstufen sortiert.
- Spitzbiber
  - Leicht angeschorener Grannenbiber (Hochschur), bei der die rötlichen Grannenspitzen abfallen, die Unterwolle bleibt überdeckt. Die Länge der Granne, die zwischen Flanken und Fellmitte variiert, wird egalisiert. Voll- und dichtbegrannte Ware wird naturell verarbeitet, schlechtfarbige Ware wird gefärbt. Verwendung vor allem für Besätze. Nur etwa 20 Prozent des Anfalls sind für Hochschurzwecke brauchbar.[2]
- Tiefgeschorener Biber, Samtbiber
  - Hier wird die Granne bis zur Unterwolle abgeschoren. Ebenfalls für Besätze verwendet.
- Gerupfte Biber, Samtbiber
  - Hier müsste eigentlich von gerupften und geschorenen Bibern gesprochen werden, da in der Regel nach dem Rupfen, das heißt nach dem Entfernen der harten Grannenhaare, auch eine gewisse Schur zum Egalisieren der Haarlänge erfolgt. Hierbei werden die zum Verfilzen neigenden Wollhaarspitzen abgeschnitten.[31]
- Samtbiber oder „Naturbiber“
  - Die klassische Biberveredlung, bei der durch Rupfen und Finish das samtige Biberfell entsteht.
- Phantombiber
  - Bei einem Teil der als Grannenbiber veredelten Felle lässt sich erkennen, dass die Unterwolle an den Flanken (Seiten) bläulich ist. Durch Tiefschur nach dem Rupfen verstärkt sich dieser Effekt, so dass sich am Schluss der so genannte „Phantombiber“ mit dunkelbraunem Rücken und bläulichgrauen Seiten ergibt.

Felle, bei denen die Grannen nur teilweise ausgerupft und gewöhnlich nur die äußersten langen Spitzen abgeschoren wurden, nannte man epilierte Biber (1911).
Biberfelle wurden schon immer meist ohne das harte Grannenhaar verarbeitet, gerupft, geschoren oder gerupft und geschoren. In Anlehnung an die Bezeichnung anderer von Grannen befreiter Fellarten, wie Samtnerz oder Samtbisam, sind sie heute oft als Samtbiber im Handel. Grannige Biber (Spitzbiber) wurden bis vor dem Zweiten Weltkrieg meist zu Besätzen, vor allem zu Herrenbesätzen auf so genannten Gehpelzen, verarbeitet.
Auf der Weltausstellung 1889 in Paris wurde ein Damenjacket der Firma S. Révillon gezeigt, in gerupftem naturellem Seal mit Schawlkragen von gelblich abgezogenem gerupften Biber.
Bis um 1980 wurden die Samt- oder damals noch einfach Naturbiber genannten, entgrannten Felle hauptsächlich zu Jacken und Mänteln verarbeitet. Heute werden diese, damals meist in Auslassarbeit gearbeiteten Teile, fast nicht mehr angeboten.

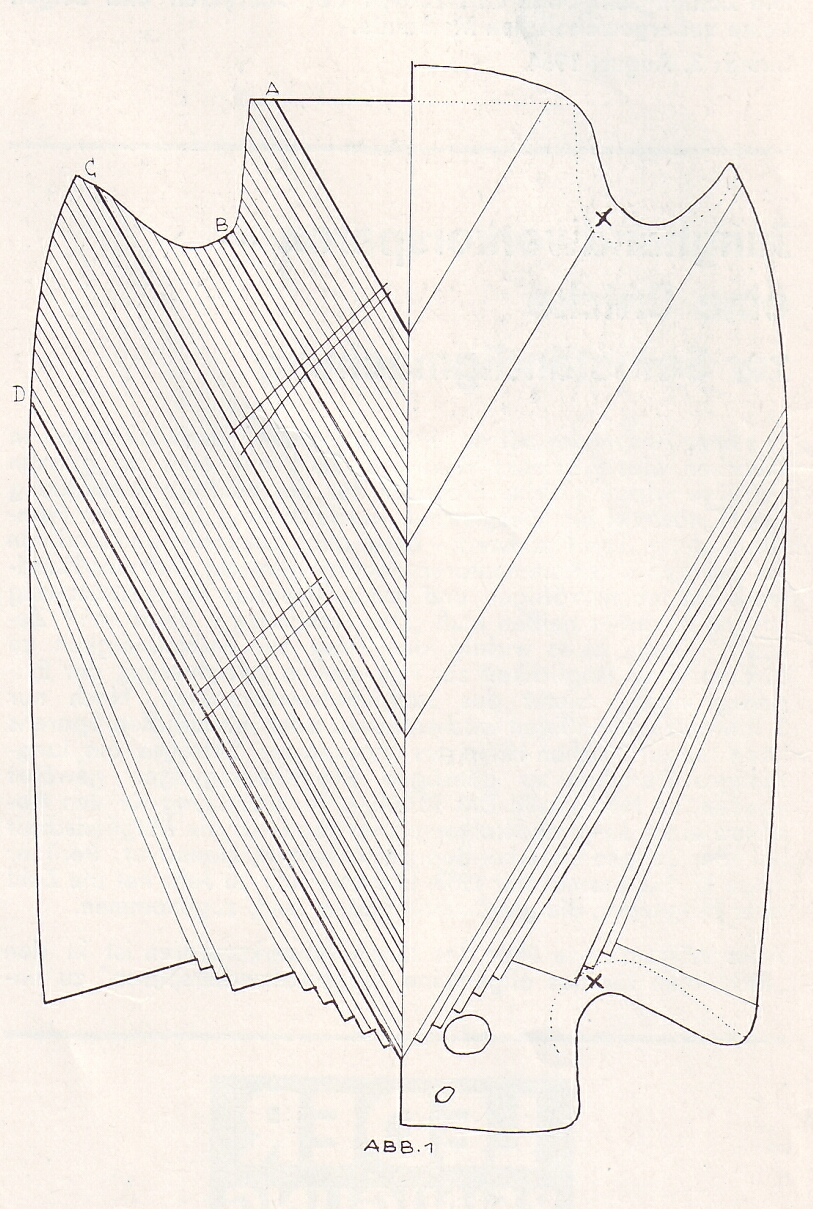
Eingezeichnete Auslass-Schnitte auf einem Biberfell (Skizze)

Beim Auslassen wird das Biberfell in V- oder A-förmige Streifen in etwa 6 mm Breite zerschnitten und so zusammengenäht, dass ein, jetzt schmaleres, Fell in der gewünschten Länge entsteht. Da das Biberfell nicht die Trapezform der meisten anderen Fellarten aufweist, sondern etwa oval ist, stellt die Auslassberechnung hier eine besondere Herausforderung an den Kürschner dar.
Im Jahr 1965 wurde der Fellverbrauch für eine für einen Bibermantel ausreichende Felltafel (sogenanntes Mantel-„Body“) aus großen Fellen (Blankets) mit neun bis zwölf Fellen angegeben, aus kleineren 16 bis 20. Zugrundegelegt wurde eine Tafel mit einer Länge von 112 Zentimetern und einer durchschnittlichen Breite von 150 Zentimetern und einem zusätzlichen Ärmelteil. Das entspricht etwa einem Fellmaterial für einen leicht ausgestellten Mantel der Konfektionsgröße 40 bis 42 des Jahres 2014. Die Höchst- und Mindest-Fellzahlen können sich durch die unterschiedlichen Größen der Geschlechter der Tiere, die Altersstufen sowie die Herkunft ergeben. Je nach Pelzart wirken sich die drei Faktoren unterschiedlich stark aus. Für Biber wird zusätzlich vermerkt, dass die Fellgrößen sehr unterschiedlich sind, für die großen 45 bis 70 inches, die kleinen 40 bis 44 inches. Die Maßeinheit der Inches wird durch das Messen der Länge und der größten Breite ermittelt (1 inch = 2,54 Zentimeter).
Vor wenigen Jahren wurde vermehrt begonnen, Felle in Flecht- oder Webtechnik zu verarbeiten. Hierbei werden schmale Fellstreifen um die Fäden von fischernetzartigen Schalnetzen gewunden. Diese dann beidseitig behaarten Produkte werden inzwischen gelegentlich für kleinere Pelzteile, wie Schals und Westen, bis hin zur Jacke, auch aus Biberfell hergestellt.
Ein großer Teil der Felle wird gefärbt verarbeitet. Helle, geschorene Sorten werden auch geblendet, hierbei wird das Haar im Streichverfahren mit der Bürste nur oberflächlich gefärbt oder nachgedunkelt.
Wie bei fast allen Fellarten werden auch beim Biber die Reste verwertet. Die Fellseiten wurden früher zu guten Pelzfuttern zusammengesetzt. Diese waren jedoch besonders schwer und hart im Leder („bockig“).

## Ähnliche Fellarten, biberähnliche Veredlungen

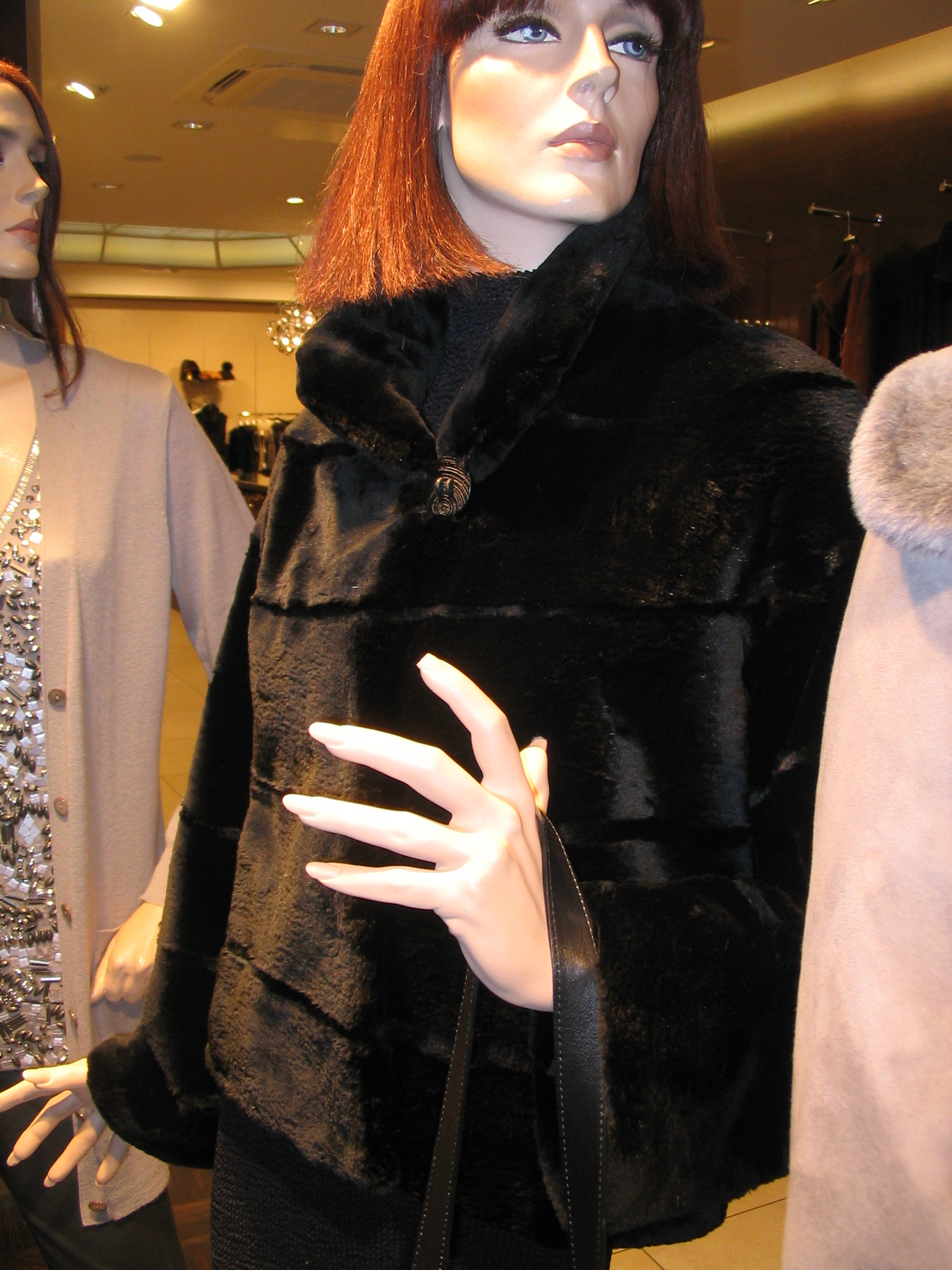
Jacke aus gerupftem, tiefgeschorenen, gefärbten Biber (2011)

Am ehesten ist das Fell des Bibers mit dem der Biberratte, dem Nutriafell, zu verwechseln, sowohl im Naturzustand wie auch gerupft oder geschoren. Beim lebenden Tier ist die Unterscheidung leicht, der Biber hat den charakteristischen flachen Schwanz, die Kelle, die Nutriaratte dagegen einen Rattenschwanz, beide fast unbehaart. Unverarbeitet sind sie anhand der Form zu unterscheiden, das Biberfell ist deutlich größer und ovaler als das rechteckige Nutriafell. Ansonsten fällt vor allem die erheblich größere Unterhaardichte beim Biber auf, die beim kräftigen Bestreichen mit der Hand deutlich zu fühlen ist.
Als Kamtschatkabiber oder Seebiber bezeichnete man das Seeotterfell.
Insbesondere in Zeiten, in denen das Biberfell besonders geschätzt war, wurde das entgrannte Fell durch Veredlungen anderer Fellarten nachgeahmt, selbst Lamafelle dienten als weniger dauerhafte Biberimitation. Aus dieser Zeit stammen auch die entsprechenden Handelsbezeichnungen, wie
- Biber-Kanin (Grannen durch Scheren und Maschinieren entfernt)[3]
- Biberette-Kanin (Grannen ebenfalls durch Scheren und Maschinieren entfernt, ursprünglich eine Nachahmung des Biberfells, später eine selbständige Farbe)[3]
- Biberlamm (hoch geschoren, aufgeraut, gebügelt)[3]
- Biberinos, ehemals Lammfellveredlung, maschiniert und gefärbt[41]
- Biberol, ehemals für hochgeschorenes Lammfell[41]
- Biberon, ehemals für geschorenes Lamm
- Bibus, Bibuslamm ehemals für geschorenes Lamm (die verschiedenen Veredler bezeichnen die auch verschieden ausfallenden Veredlungsprodukte mit speziellen Namen, daher Biberon, Bibus usw.)

Umgekehrt diente zuvor der schwarzgefärbte Biber als Imitation des zu der Zeit noch wertvolleren Sealfells.

## Das Biberfell in der Kunst

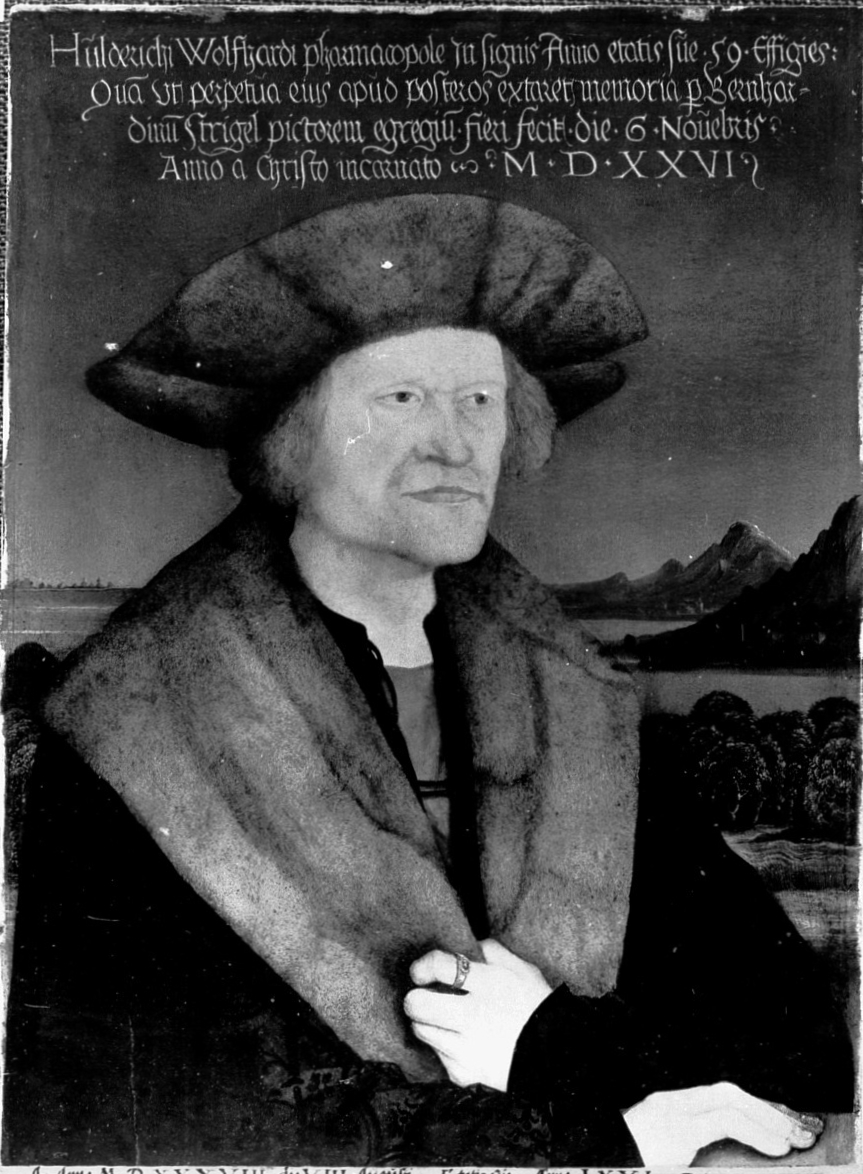
Der Apotheker Wolfardt mit Pelzmütze und Biberbesatz (1526)

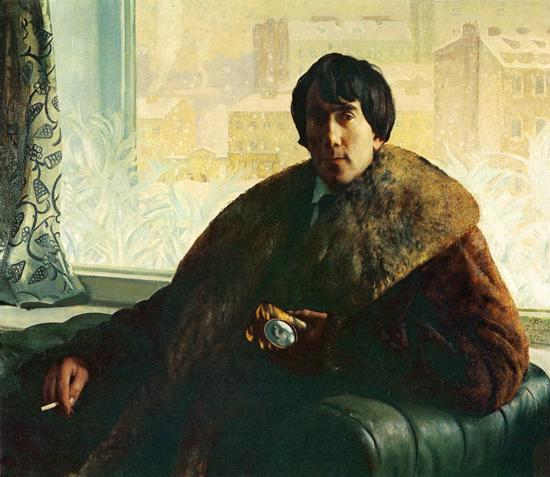
B. M. Kustodiev: Porträt von Isidore Samoilowitsch Zolotorevskii, Architekt und Bildhauer, mit üppigem Biberkragen (1922)

Fast populärer als das Fell selbst ist im deutschen Sprachraum der Roman von Gerhart Hauptmann, „Der Biberpelz“. Dass gerade dieses Fell für die Geschichte ausgewählt wurde, zeigt den besonderen Wert, der ihm um die 1880er Jahre zugemessen wurde, der Zeit der Handlung. Immerhin will der Spreeschiffer Wulkow für einen getragenen, leider gestohlenen, Biberrock, 60 Taler bezahlen.
In seinem Lustspiel „Die fromme Marta“, geschrieben um 1615, lässt Tirso de Molina die Marta sagen:
„Das sind wohl Freier in Flanell und Biber

Milchbärte, die, um nicht bei dir zu frieren,

im dicken Pelz bei dir herumspazieren.“
Nicht so eindeutig auszumachen wie in der Literatur ist der Biberpelz in der darstellenden Kunst. Der Maler oder Bildhauer muss ein erhebliches Maß an Können und Detailgenauigkeit aufbringen, damit ein Fachmann das Fell als Biber bestimmen kann. Alexander Tuma meint auf dem Gemälde von Bernhard Strigel, das den Apotheker Wolfardt zeigt, einen Biberpelz erkennen zu können (siehe Abbildung). Auch bei dem vom gleichen Maler dargestellten Patrizier Konrad Rehlinger d. Ä. mit einer bodenlangen Schaube sieht er als Material das Biberfell.

## Zahlen, Fakten
Detaillierte Handelszahlen über nordamerikanische Rauchwaren finden sich bei
- Emil Brass: Aus dem Reiche der Pelze. Verlag der „Neuen Pelzwaren-Zeitung und Kürschner-Zeitung“, Berlin 1911[44]
- Emil Brass: Aus dem Reiche der Pelze. 2. Auflage, Verlag der „Neuen Pelzwaren-Zeitung und Kürschner-Zeitung“, Berlin 1925
- Milan Novak u. a., Ministry of Natural Resources: Wild furbearer management and conservation in North America. Ontario 1987 (englisch). ISBN 0-7778-6086-4
- Milan Novak u. a., Ministry of Natural Resources: Furbearer Harvests in North America, 1600–1984. Anhang zu vorstehendem Wild furbearer management and conservation in North America. Ontario 1987 (englisch). ISBN 0-7729-3564-5.

- Für das Jahr 1671 weisen die Zollbücher und Jahreslisten von Archelansk (Archangelsk) für die Einfuhr verschiedene Posten Rauchwerk auf, worunter sich folgende Sorten befanden (Durch den holländischen und englischen Zwischenhandel, teils auch über die Londoner Auktionen, gelangten die Rauchwaren Kanadas aus den Gebieten der Hudson’s Bay Company hauptsächlich nach Archangelsk und Petersburg zur Einfuhr. Ein Teil davon wurde weiter nach China ausgeführt.):[45]

2999 Biberfelle
drei Kästen mit Biberfellen
10.859 große und kleine Biberfelle
42 gegerbte Elenhäute
zwei Schwarzfuchsfelle
neun Otterfelle
- Am 27. September 1763 befanden sich auf den eingehenden Gütern von zwei holländischen Schiffen nach Archelansk unter anderem 1308 kleine und große Biberfelle. Einen Tag später traf offenbar der Rest der Flotte mit 14 holländischen Schiffen ein, bei derer Ladung befanden sich 35.707 große und kleine Biberfelle sowie ein Fass mit Biberfellen.

Im selben Jahr wurden außerdem abgeladen 1242 große und kleine Biberfelle, fünf Tonnen Biberfelle sowie 11.230 große und kleine Biberfelle.
- Am 24. Januar 1672, der ersten Auktion der Hudson’s Bay Company, wurden bereits 3000 Pfund Biberfelle angeboten und mit 36 bis 55 sh. per lb. verkauft.[20]
- 1674 wurde der Preis für kanadische Biberfelle auf 4 ½ Franc für das Pfund festgesetzt, danach stieg die Ausfuhr von jährlich 550.000 Stück auf 2 ½ Millionen.[20]
- 1729. Einfuhrliste der Hudson’s Bay Company (jeweils nach London):

62.160 Biberfelle à 4 bis 6 ₤ per Pfund
Für die Jahre
1723 im März 39.614, im November 19.330 Stück à 4 ₤ (englisch) bis 5 ₤ 8 sh. per Pfund
1724 im März 36.240, im November 15.320 Stück à 5 ₤ 6 sh. bis 6 ₤ 6 sh. per Pfund
1725 im März 21.190, im November 17.890 Stück à 4 ₤ 2 sh. bis 5 ₤ 10 sh. per Pfund
1726 im März 39.600, im November 5680 Stück, höchster Preis 10 ₤ per Stück
1727 im März 29.490, im November 5940 Stück, höchster Preis 7 ₤ 10 sh. per Stück
1728 im März, – im November 9520 Stück, höchster Preis 7 ₤ per Stück
- 1733 führte die Hudson’s Bay Company aus den Forts Albany, Moose River & East Maine ein:

8663 ganze Parchmentbiber (getrocknete Biberfelle), 3902 halbe Parchmentbiber, 2292 Coatbiber (die höher bezahlten, von Indianern abgetragenen Felle für die Hutfilzproduktion), 1060 halbe Coatbiber.
- 1743, Einfuhrliste der Hudson’s Bay Company:

5980 Coat-Biber à 4/8 = ₤ 2415, 780 beschädigte Coat-Biber à 4/8 = ₤ 270, 9520 Parchment Biber = ₤ 4165, 4070 Biber = ₤ 762,18, 4760 beschädigte Biber = ₤ 1918, 1640 Cubs = ₤ 248. Die Hauptauktion erfolgte jedoch erst im März. Von der gesamten Warenmenge wurde das Doppelte verkauft, ob das auch für Biberfelle zutrifft, ist nicht bekannt.
1743 wurden im französischen Hafen von La Rochelle 15.000 old coat Biber (die höher bezahlten, von Indianern abgetragenen Felle für die Hutfilzproduktion) und 112.088 Castor de Parchment (getrocknete Biberfelle) aus Kanada eingeführt.

- Im November des gleichen Jahres stehen auf einer Auktionsliste der Hudson’s Bay Company

5980 old coat-Biber à 4/8 d. per lb., ₤ 2415,-
780 beschädigte Biber à 4/8, ₤ 270,-
9520 Parchment-Biber, ₤ 4165,-
Cub-Biber, ₤ 762,18
4760 beschädigte Parchment Biber, ₤ 1918,17
1640 beschädigte Cub-Biber, ₤ 248,9
außerdem 140 Pfund Bibergail
- Einfuhr von Biberfellen der Hudson’s Bay Company nach London in den Jahren 1752 bis 1890,(nach Henry Poland, London) 1891–1910 sowie 1923:[52]

| Jahr | Coat- Biber | Parchment- Biber |
| ---- | ----------- | ---------------- |
|      |             |                  |
| 1752 | 10.143      | 33.675           |
| 1753 | 9.061       | 29.041           |
| 1754 | 7.295       | 22.270           |
| 1755 | 7.441       | 27.775           |
| 1756 | 7.825       | 25.042           |
| 1757 | 9.846       | 26.388           |
| 1758 | 8.000       | 22.886           |
| 1759 | 7.000       | 20.110           |
| 1760 | 9.900       | 23.126           |
| 1761 | 13.300      | 30.446           |
| 1762 | 13.000      | 36.265           |
| 1763 | 9.353       | 24.881           |
| 1764 | 10.500      | 23.088           |
| 1765 | 14.450      | 30.450           |
| 1766 | 10.400      | 28.536           |
| 1767 | 10.500      | 23.436           |
| 1768 | 6.300       | 17.950           |
| 1769 | 6.750       | 18.761           |
| 1770 | 9.500       | 25.273           |
| 1771 | 9.900       | 22.427           |
| 1772 | 8.350       | 19.851           |
| 1773 | 5.700       | 17.689           |
| 1774 | 4.600       | 19.472           |
| 1775 | 4.050       | 16.668           |

| Jahr | Coat- Biber | Parchment- Biber |
| ---- | ----------- | ---------------- |
| 1776 | 4.900       | 15.964           |
| 1777 | 5.700       | 25.597           |
| 1778 | 4.300       | 20.033           |
| 1779 | 2.900       | 17.320           |
| 1780 | 7.070       | 26.867           |
| 1781 | 6.360       | 35.763           |
| 1782 | 2.050       | 18.752           |
| 1783 | 1.500       | 13.100           |
| 1784 | 2.500       | 15.500           |
| 1785 | 3.200       | 24.350           |
| 1786 | 3.950       | 25.095           |
| 1787 | 3.800       | 37.100           |
| 1788 | 2.900       | 38.320           |
| 1789 | 4.900       | 41.690           |
| 1790 | 3.600       | 41.530           |
| 1791 | 5.276       | 49.738           |
| 1792 | 3.600       | 49.930           |
| 1793 | 4.724       | 42.242           |
| 1794 | 4.024       | 39.517           |
| 1795 | 3.664       | 51.123           |
| 1796 | 2.516       | 48.697           |
| 1797 | 2.901       | 44.516           |
| 1798 | 2.595       | 43.418           |
| 1799 | 1.728       | 39.995           |
| 1800 | 1.668       | 35.037           |

| Jahr | Coat- Biber | Parchment- Biber |
| ---- | ----------- | ---------------- |
| 1801 | 1.406       | 33.253           |
| 1802 | 2.150       | 37.187           |
| 1803 | 1.642       | 32.127           |
| 1804 | 1.668       | 31.737           |
| 1805 | 1.862       | 28.083           |
| 1806 | 1.011       | 20.732           |
| 1807 | 1.050       | 29.759           |
| 1808 | 1.684       | 32.884           |
| 1809 | 1.425       | 32.025           |
| 1810 | 1.274       | 28.720           |
| 1811 | 1.060       | 15.524           |
| 1812 | 1.525       | 41.873           |
| 1813 | 672         | 18.066           |
| 1814 | 462         | 17.356           |
| 1815 | 698         | 10.380           |
| 1816 | —           | 11.243           |
| 1817 | 651         | 27.815           |
| 1818 | 551         | 25.493           |
| 1819 | 480         | 17.356           |
| 1820 | 281         | 15.683           |
| 1821 | 297         | 20.565           |
| 1822 | 210         | 59.847           |
| 1823 | 706         | 46.202           |
| 1824 | 1.309       | 76.060           |
| 1825 | 800         | 66.000           |

| Jahr | Coat- Biber | Parchment- Biber |
| ---- | ----------- | ---------------- |
| 1826 | 1.652       | 61.400           |
| 1827 | 472         | 51.125           |
| 1828 | —           | 57.200           |
| 1829 | —           | 73.860           |
| 1830 | —           | 25.718           |
| 1831 | —           | 87.000           |
| 1832 | lbs.        | 70.100           |
| 1833 | 264         | 32.203           |
| 1834 | 1.074       | 98.288           |
| 1835 | 860         | 78.908           |
| 1836 | 239         | 51.788           |
| 1837 | 304         | 82.927           |
| 1838 | 165         | 61.868           |
| 1839 | 198         | 56.288           |
| 1840 | 220         | 55.431           |
| 1841 | 322         | 50.900           |
| 1842 | 372         | 40.305           |
| 1843 | 184         | 39.086           |
| 1844 | 409         | 38.252           |
| 1845 | 484         | 41.111           |
| 1846 | 190         | 65.189           |
| 1847 | 211         | 26.892           |
| 1848 | 137         | 40.845           |
| 1849 |             | 65.558           |
| 1850 |             | 66.069           |

| Jahr | Biber   |
| ---- | ------- |
| 1851 | 62.130  |
| 1852 | 52.430  |
| 1853 | 60.691  |
| 1854 | 62.914  |
| 1855 | 72.425  |
| 1856 | 76.825  |
| 1857 | 86.414  |
| 1858 | 94.053  |
| 1859 | 106.797 |
| 1860 | 107.745 |
| 1861 | 105.562 |
| 1862 | 109.636 |
| 1863 | 127.674 |
| 1864 | 118.118 |
| 1865 | 155.880 |
| 1866 | 150.192 |
| 1867 | 145.654 |
| 1868 | 158.110 |
| 1869 | 129.039 |
| 1870 | 173.181 |
| 1871 | 174.461 |
| 1872 | 157.764 |
| 1873 | 105.369 |
| 1874 | 139.393 |
| 1875 | 129.976 |

| Jahr | Biber   |
| ---- | ------- |
| 1876 | 126.959 |
| 1877 | 145.706 |
| 1878 | 147.263 |
| 1879 | 132.099 |
| 1880 | 120.863 |
| 1881 | 119.698 |
| 1882 | 118.728 |
| 1883 | 104.459 |
| 1884 | 119.549 |
| 1885 | 102.589 |
| 1886 | 83.589  |
| 1887 | 102.745 |
| 1888 | 33.061  |
| 1889 | 73.355  |
| 1890 | 64.246  |
| 1891 | 56.591  |
| 1892 | 52.654  |
| 1893 | 46.054  |
| 1894 | 42.058  |
| 1895 | 49.131  |
| 1896 | 48.157  |
| 1897 | 42.492  |
| 1898 | 32.908  |
| 1899 | 42.429  |
| 1900 | 40.246  |

| Jahr | Biber  |
| ---- | ------ |
| 1901 | 43.367 |
| 1902 | 47.129 |
| 1903 | 34.305 |
| 1904 | 29.656 |
| 1905 | 48.255 |
| 1906 | 49.402 |
| 1907 | 34.596 |
| 1908 | 29.803 |
| 1909 | 34.217 |
|      |        |
| 1923 | 6.500  |

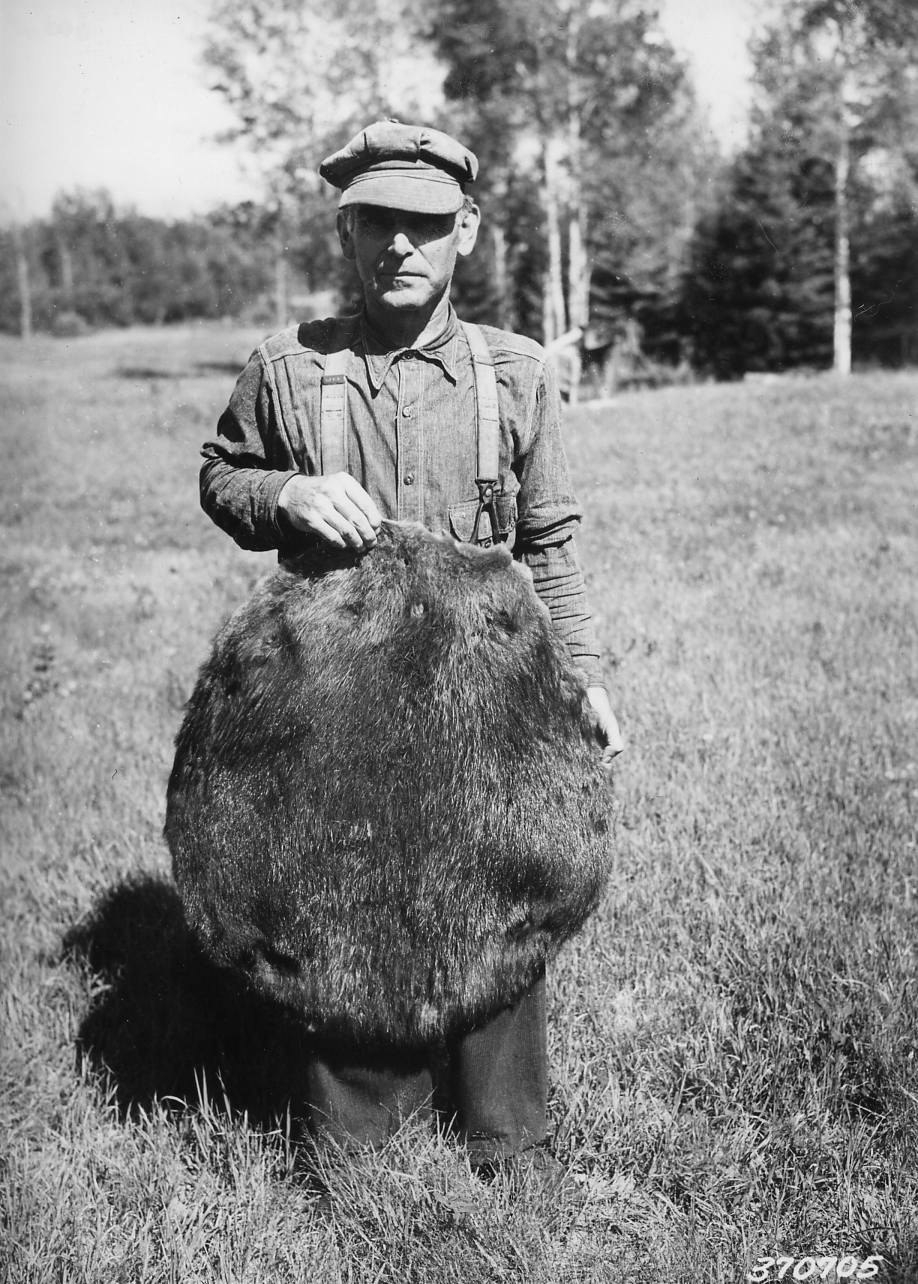
Mann mit Biberfell, Große Seen (1938)

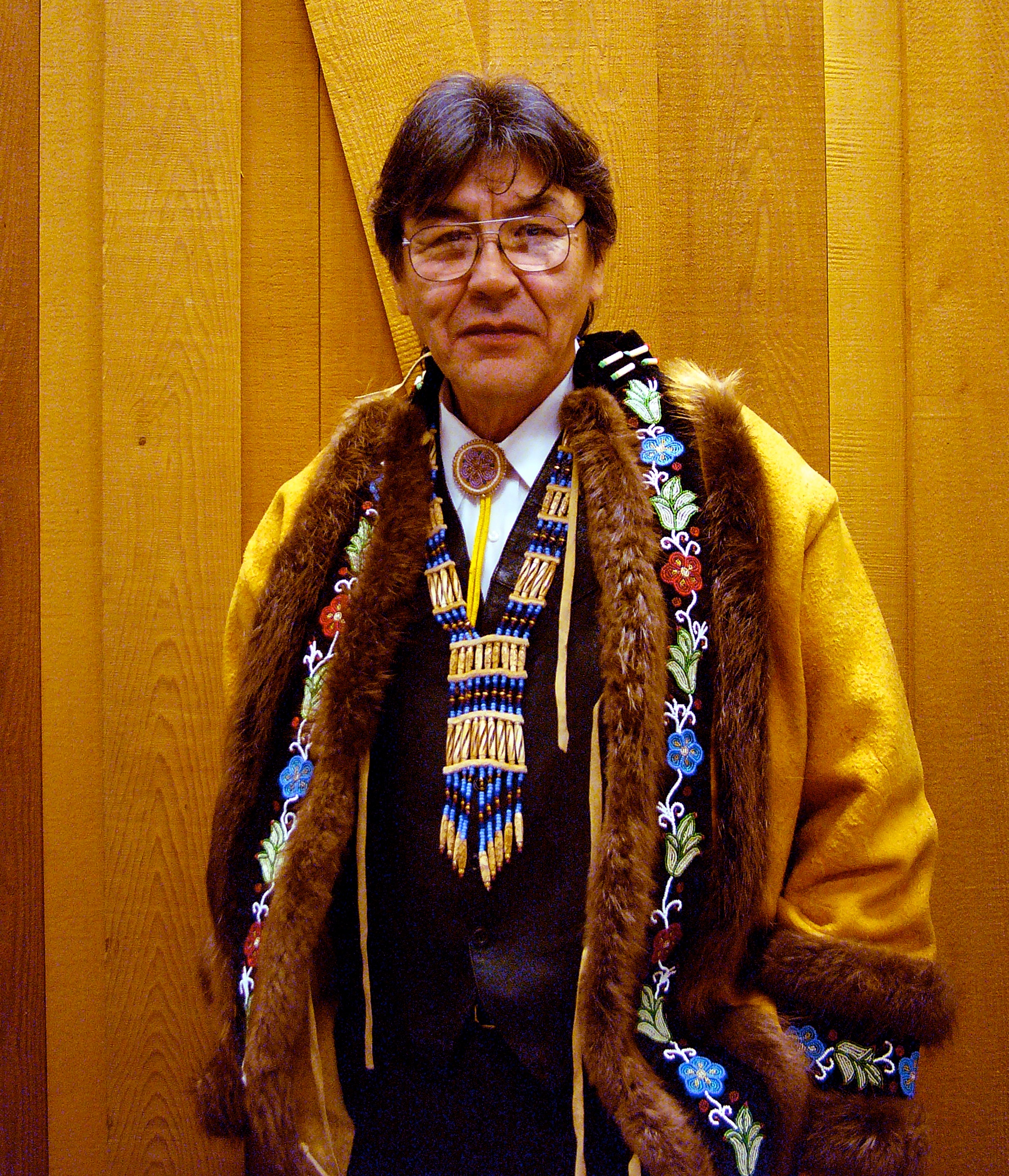
Jacke mit Biberbesatz, ehemaliger Oberhäuptling der Gwich'in, Alaska (2004)

- 1775 kamen aus England über Petersburg nach Kiachta 46.460 Biberfelle (Castor-Felle), ein Jahr später
- 1776 waren es 27.700 und 27.316 Biberfelle. Im Durchschnitt wurden die kanadischen Biber bester Qualität in Petersburg mit 70 bis 90 Rubel gehandelt, die darunter liegenden Qualitäten mit 20 bis 25 Rubel. Wurden die Felle dann in Kiachta weiterverkauft, erbrachte die beste Qualität bis zu 20 Rubel für je zehn Stück.[53] Neben dem amtlichen Handel bestand noch ein erheblicher Schwarzhandel, der die Umsätze des regulären Handels bei weitem übertraf. Für regulär gehandeltes Pelzwerk bestand eine Taxe von 23 Prozent des Wertes, zuzüglich sieben Prozent als Sonderabgabe für die Unterhaltung der Zollhäuser. Durch die enorme Länge der Grenze und die umherziehenden Nomaden war der Schleichhandel kaum zu unterbinden.[54]
- Etwa um 1800 (?) kam Russland seinen Subsidien-Verpflichtungen gegenüber Österreich nach, indem es eine Sendung Rauchwaren nach Wien schickte, bestehend aus:[55]

1009 Zimmer = 40.360 Stück Zobelfelle im Wert von 28.907,- Rubel
1 Zimmer = 40 Stück Zobelfelle im Wert von 400,- Rubel
519 Zimmer = 2076 Marderfelle im Wert von 5190,- Rubel
120 Schwarzfuchsfelle im Wert von 565,- Rubel
300 Biberfelle im Wert von 2708,- Rubel
1000 Wolfsfelle im Wert von 530,- Rubel
75 Elenhäute im Wert von 75,- Rubel
- Einfuhr amerikanischer Biberfelle nach London in den Jahren 1763 bis 1891: (nach Henry Poland, London)[56]

| Jahr | Stück   |
| ---- | ------- |
|      |         |
|      |         |
|      |         |
|      |         |
|      |         |
|      |         |
|      |         |
|      |         |
|      |         |
|      |         |
|      |         |
|      |         |
| 1763 | 75.040  |
| 1764 | 88.000  |
| 1765 | 66.664  |
| 1766 | 92.295  |
| 1767 | 75.905  |
| 1768 | 55.064  |
| 1769 | 91.388  |
| 1770 | 97.182  |
| 1771 | 95.288  |
| 1772 | 107.829 |
| 1773 | 94.681  |
| 1774 | 98.827  |
| 1775 | 97.148  |

| Jahr | Stück   |
| ---- | ------- |
| 1776 | 92.612  |
| 1777 | 120.800 |
| 1778 | 109.000 |
| 1779 | 97.000  |
| 1780 | 101.500 |
| 1781 | 91.500  |
| 1782 | 116.000 |
| 1783 | 105.000 |
| 1784 | 126.600 |
| 1785 | 121.000 |
| 1786 | 116.000 |
| 1787 | 140.000 |
| 1788 | 127.000 |
| 1789 | 164.823 |
| 1790 | 161.500 |
| 1791 | 173.500 |
| 1792 | 165.000 |
| 1793 | 172.000 |
| 1794 | 152.800 |
| 1795 | 144.000 |
| 1796 | 130.000 |
| 1797 | 56.000  |
| 1798 | 110.000 |
| 1799 | 114.200 |
| 1800 | 129.200 |

| Jahr | Stück   |
| ---- | ------- |
| 1801 | 116.500 |
| 1802 | 140.000 |
| 1803 | 93.200  |
| 1804 | 110.000 |
| 1805 | 91.300  |
| 1806 | 106.000 |
| 1807 | 114.000 |
| 1808 | 94.200  |
| 1809 | 101.800 |
| 1810 | 101.100 |
| 1811 | 80.000  |
| 1812 | 93.000  |
| 1813 | 70.000  |
| 1814 | 97.000  |
| 1815 | 57.500  |
| 1816 | 40.600  |
| 1817 | 55.000  |
| 1818 | 55.000  |
| 1819 | 51.000  |
| 1820 | 56.000  |
| 1821 | 58.300  |
| 1822 | 65.652  |
| 1823 | 10.016  |
| 1824 | 2.616   |
| 1825 | 9.677   |

| Jahr | Stück  |
| ---- | ------ |
| 1826 | 5.923  |
| 1827 | 4.906  |
| 1828 | 12.581 |
| 1829 | 9.388  |
| 1830 | 7.332  |
| 1831 | 12.002 |
| 1832 | 5.753  |
| 1833 | 17.871 |
| 1834 | 13.641 |
| 1835 | 3.318  |
| 1836 | 4.460  |
| 1837 | 17065  |
| 1838 | 10.559 |
| 1839 | 9.024  |
| 1840 | 975    |
| 1841 | 6.587  |
| 1842 | 5.638  |
| 1843 | 12.022 |
| 1844 | 7.361  |
| 1845 | 2.433  |
| 1846 | 4.181  |
| 1847 | 2.692  |
| 1848 | 709    |
| 1849 | 416    |
| 1850 | 1.829  |

| Jahr | Stück  |
| ---- | ------ |
| 1851 | 800    |
| 1852 | 850    |
| 1853 | 3.211  |
| 1854 | 3.204  |
| 1855 | 6.681  |
| 1856 | 12.256 |
| 1857 | 10.087 |
| 1858 | 12.050 |
| 1859 | 18.120 |
| 1860 | 28.040 |
| 1861 | 8.458  |
| 1862 | 9.004  |
| 1863 | 9.192  |
| 1864 | 14.035 |
| 1865 | 6.998  |
| 1866 | 4.779  |
| 1867 | 8.931  |
| 1868 | 5.292  |
| 1869 | 8.945  |
| 1870 | 52.526 |
| 1871 | 40.891 |
| 1872 | 55.134 |
| 1873 | 63.781 |
| 1874 | 60.694 |
| 1875 | 48.983 |

| Jahr | Stück  |
| ---- | ------ |
| 1876 | 37.670 |
| 1877 | 44.057 |
| 1878 | 33.258 |
| 1879 | 36.861 |
| 1880 | 52.641 |
| 1881 | 58.241 |
| 1882 | 49.995 |
| 1883 | 33.266 |
| 1884 | 21.308 |
| 1885 | 20.670 |
| 1886 | 14.611 |
| 1887 | 27.272 |
| 1888 | 21.667 |
| 1889 | 23.963 |
| 1890 | 17.798 |
| 1891 | 11.693 |

- Einfuhr amerikanischer Rauchwaren nach London durch C. M. Lampson & Co. 1891–1909 sowie 1923 (ab 1907 C. M. Lampson & Co., Huth & Co.):[57]

| Jahr | Biber  |
| ---- | ------ |
| 1891 | 11.499 |
| 1892 | 11.312 |
| 1893 | 17.885 |
| 1894 | 23.395 |
| 1895 | 18.630 |

| Jahr | Biber  |
| ---- | ------ |
| 1896 | 16.155 |
| 1897 | 16.610 |
| 1898 | 19.263 |
| 1899 | 13.365 |
| 1900 | 15.948 |

| Jahr | Biber  |
| ---- | ------ |
| 1901 | 17.655 |
| 1902 | 15.334 |
| 1903 | 16.504 |
| 1904 | 16.668 |
| 1905 | 17.993 |

| Jahr | Biber  |
| ---- | ------ |
| 1906 | 16.267 |
| 1907 | 16.999 |
| 1908 | 22.114 |
| 1909 | 23.703 |
|      |        |

| Jahr | Biber |
| ---- | ----- |
| 1923 | 4.100 |

- 1773. Ursprünglich herrschte auf den Handelsposten ein reiner Tauschverkehr. Der Einheitswert war das Biberfell. Die Tarife wechselten im Laufe der Zeit. 1773 erhielten die Anlieferer auf den amerikanischen Handelsposten:

jeweils für 1 Biberfell (1:1) = ½ Pfund weiße Glasperlen, ¼ Pfund farbige Glasperlen, 1 Messingkessel, 1 ½ Pfund Speck, 2 Pfund Zucker, 1 Pfund brasilianischen Tabak, 1 ½ Pfund Tabakblätter oder Tabakrollen, 1 ½ Unzen Zinnober, 2 Strumpfbänder, 12 Ahlen, 12 Dutzend Knöpfe, 2 Kämme, 2 rote Federn, 20 Angelhaken, 4 Feuerstähle, 20 Feuersteine, 1 Feile, 1 Paar Handschuhe, 2 Brillen, 2 Beile, 8 Falkenglöckchen, 2 Eismeißel, 8 Messer, 2 Spiegel, 12 Nähnadeln, 2 Fischleinen, 2 Pulverhörner, 6 einfache Ringe, 3 einfache Ringe mit Stein, 2 Säbelklingen, 4 Löffel, 1 Hemd, 1 Paar Schuhe, 2 Woll. gestrickte Gürtel, 6 Fingerhüte, 2 Tabaksdosen, 2 Zangen oder 1 Knäuel Bindfaden
für 1 ¼ Fell = 1 Paar Strümpfe
jeweils für ½ Fell = 1 Yard Wollstoff, 1 Yard Flanell oder 1 Taschentuch
jeweils für 2 Felle = 1 Pfund Zwirn, 1 Yard Tuch oder 1 Koffer
für 3 Felle = 1 Paar Beinkleider
jeweils für 4 Felle = 1 Gallone Brandy, 1 Pistole oder 1 Hut mit Borte
für 6 Felle = 1 Wolldecke
für 12 Felle = 1 Flinte
Dagegen wurde gerechnet:
jeweils für ein Biberfell = drei Zobelfelle, zwei Otterfelle, ein Fuchsfell, ein Wildkatzenfell
- 1863 galt folgender Tarif:

jeweils für 1 Biberfell = 1 Maß Pulver, 18 Bleikugeln, 8 Schrotladungen, 10 Feuersteine, 1 Axt, 1 Feuerstahl, 1 Skalpiermesser, 1 Hornkamm, 8 Pfrieme, 12 Messingknöpfe, 25 Messingringe, 6 Tonpfeifen, 1 kleiner Spiegel, 6 Unzen Tabak, 1 Knabenrock, 6 Ellen Band, 1 Tuch, 1 Unze roter Farbe oder 1 Maß Rum 

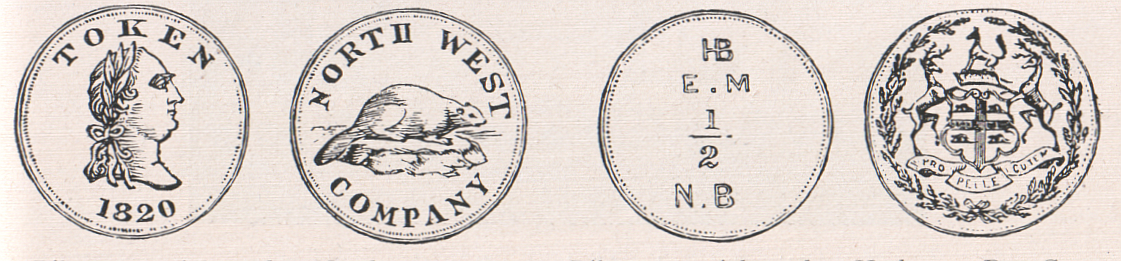
Biberwertzeichen der North West Co. und der Hudson’s Bay Co. (bei der H. B. C. 1854 eingeführt)

für 2 Felle = 1 Feile oder 1 Tabaksbeutel mit Brennglas
für 3 Felle = 1 Axt oder 1 baumwollenes Hemd
für 5 Felle = 1 Knabenrock
für 9 Felle = 1 Paar Hosen (1 Stück)
für 10 Felle = 1 einfache Wolldecke
für 12 Felle = 1 gestreifte Wolldecke oder 1 Matrosenrock
für 16 Felle = 1 Kupferkessel
für 20 Felle = 1 Flinte
Dagegen wurde gerechnet:
jeweils 1 Biberfell für 3 Zobelfelle, 1 Luchsfell oder 1 Otterfell oder 4 Biberfelle für 1 Silberfuchsfell
Der Gewinn bei einzelnen Sachen war gewaltig. Wurde mit Zobeln oder Silberfüchsen bezahlt, so brachten verschiedene der ausgehandelten Waren beim späteren Verkauf genau so viel Pfund Sterling, wie sie beim Einkauf einmal in Pence gekostet hatten.
- An dem russischen Handelsplatz Kiachta wurden auch amerikanische Biber gehandelt, weil der eigene Anfall den Bedarf nicht deckte:

1775 = 46.460 Felle; 1776 = 27.700 Felle; 1777 = 27.136 Felle.
Als schönste Felle galten in Kiachta die Felle aus der Hudsonsbay, für die 7 bis 20 Rubel bezahlt wurde.
In Petersburg betrug der Durchschnittspreis der schönsten Felle aus der Hudsonsbai dann 70 bis 90 Rubel, von den geringeren kanadischen Sorten 30 bis 75 Rubel für 10 Felle, die kleinen oder Jungtierfelle 20 bis 35 Rubel.
- 1797 brachte die Northwest Company 106.000 Biberfelle und einen Posten Bibergail zum Verkauf. Im gleichen Jahr sandte die Gesellschaft 13.364 Biberfelle direkt nach China zum Verkauf über die Vereinigten Staaten.[60]

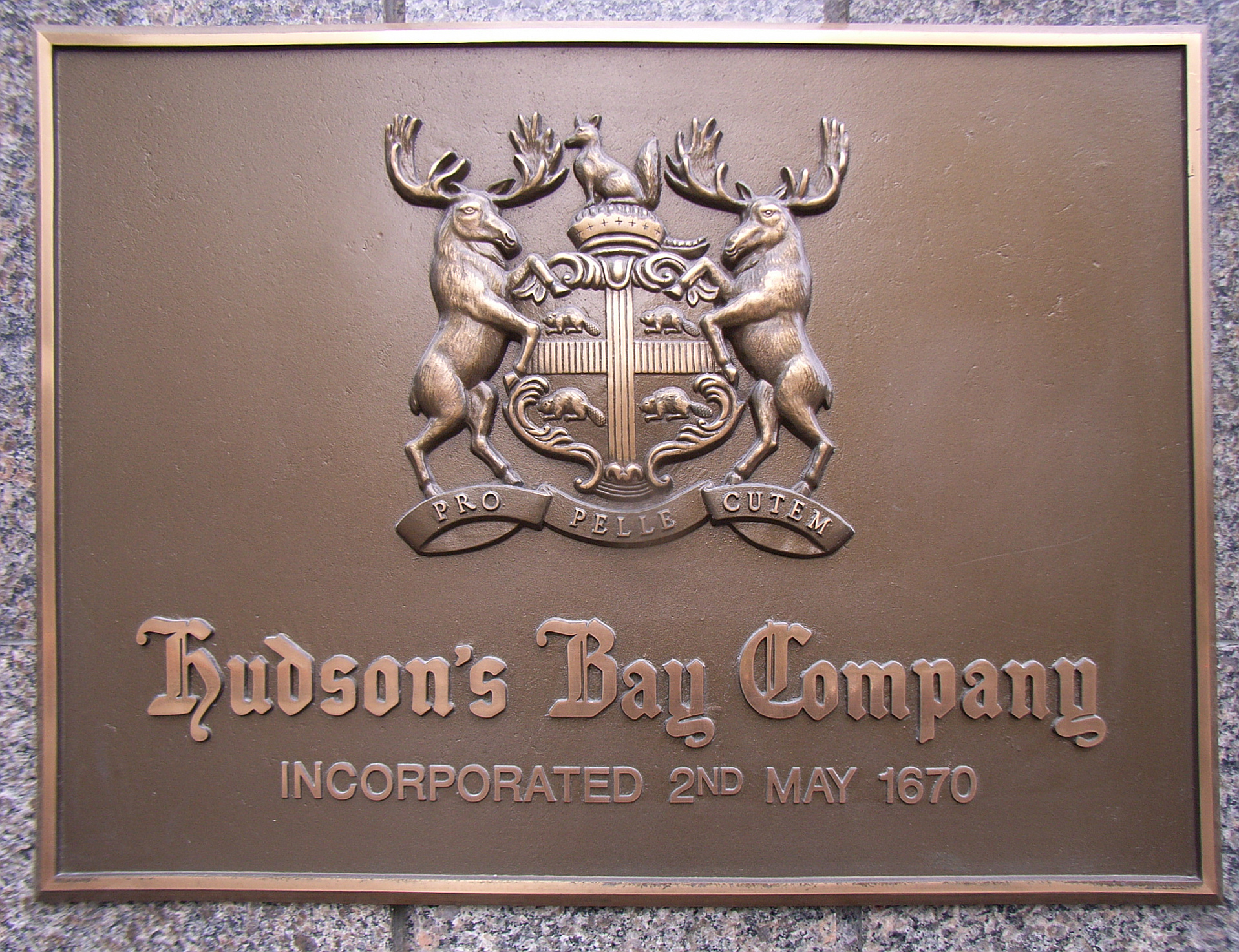
Pro pelle cutem, Wahlspruch auf dem Firmenschild der Hudson’s Bay Company

- 1855 Einfuhr von Biberfellen nach London:[61]

| Aus den Ländern der Hudson’s Bay Company | Aus den Ländern der Hudson’s Bay Company |  | Aus Alaska, Oregon, Kanada etc. | Aus Alaska, Oregon, Kanada etc. |
| Stück                                    | Wert ₤                                   |  | Stück                           | Wert ₤                          |
| ---------------------------------------- | ---------------------------------------- |  | ------------------------------- | ------------------------------- |
| 69.376                                   | 25.480                                   |  | 6.078                           | 4.780                           |

- 1875 Einfuhr von Biberfellen nach London:[62]

| Aus den Ländern der Hudson’s Bay Company | Aus den Ländern der Hudson’s Bay Company |  | Aus Alaska, Kanada und dem Nordwesten der USA, von Kleinhändlern gekauft und in London verkauft | Aus Alaska, Kanada und dem Nordwesten der USA, von Kleinhändlern gekauft und in London verkauft |
| Stück                                    | Wert ₤                                   |  | Stück                                                                                           | Wert ₤                                                                                          |
| ---------------------------------------- | ---------------------------------------- |  | ----------------------------------------------------------------------------------------------- | ----------------------------------------------------------------------------------------------- |
| 270.903                                  | 293.850                                  |  | 65.941                                                                                          | 48.647                                                                                          |

- 1907–1909 betrug die Welt-Durchschnittsproduktion von Biberfellen in Amerika etwa 80.000, in Asien etwa 1000, in Europa waren es nur wenige Stück.[63]
- 1924, brachte die Hudson’s Bay Company auf der März/April-Auktion 12.007 Biberfelle zum Verkauf, für die Auktionen im Januar und Oktober ist kein Angebot vermerkt.[64]
- 1924. Biberfelle. Aus den Auktions-Preislisten der Hudson’s Bay Company:[65]

| Auktion 28./29. Januar 1924 | Auktion 28./29. Januar 1924 | Auktion 28./29. Januar 1924      | Auktion 28./29. Januar 1924 |
| 17.406 Felle                | Y (York)                    | MR-FM (Mooseriver Factory-[FM?]) | FG (Fort George)            |
| --------------------------- | --------------------------- | -------------------------------- | --------------------------- |
| I                           | 135/–                       | 140/– 142/–                      | 150/–                       |
| I medium ʅ I small ʃ        | 60/–                        | 96/– 98/,- 58,-                  | 76/–                        |
| II                          | 122/– 124/–                 | 130/–                            | 135/–                       |
| II medium                   | 70/–                        | 84/– 86/–                        | 82/–                        |
| II small                    | 48/–                        | 50/– 52/–                        | 82/–                        |
| III                         | —                           | 90/–                             | —                           |
| III medium                  | —                           | —                                | —                           |
| III small                   | —                           | 42/–                             | —                           |
| Damaged                     | 95/–                        | 106/– 114/–                      | 125/–                       |
| Damaged medium              | 64/–                        | 72/–                             | 66/–                        |
| Damaged small               | 32/–                        | 38/–                             | 66/–                        |

| Auktion 31. März und 1. April 1924 | Auktion 31. März und 1. April 1924 | Auktion 31. März und 1. April 1924 | Auktion 31. März und 1. April 1924 |
| 12.007 Felle                       | YF & c. (York Fort)                | Can. & c. (Kanada)                 |                                    |
| ---------------------------------- | ---------------------------------- | ---------------------------------- | ---------------------------------- |
| I                                  | 115/–                              | 134/–                              |                                    |
| I medium ʅ I small ʃ               | 66/– ʅ ʃ                           | 70/–                               |                                    |
| II                                 | 107/– 109/–                        | 111/– 114/–                        |                                    |
| II medium                          | 68/– 70/–                          | 68/– 70/–                          |                                    |
| II small                           | 42/– 43/–                          | 44/– 47/–                          |                                    |
| III                                | 78/–                               | 82/–                               |                                    |
| III medium                         | —                                  | 58/–                               |                                    |
| III small                          | 31/–                               | 38/–                               |                                    |
| Damaged                            | 95/–                               | 98/–                               |                                    |
| Damaged medium                     | 70/–                               | 76/–                               |                                    |
| Damaged small                      | 35/–                               | 38/–                               |                                    |

| Die Weltproduktion an Biberfellen zur Pelzproduktion betrug (Schätzungen) |                                           |         |
| 1864                                                                      | (Lomer)                                   | —       |
| 1900                                                                      | (Larisch-Schmidt)                         | 85.000  |
| 1923/24                                                                   | (E. Brass)                                | 20.000  |
| 1930                                                                      | IPA – Internationale Pelzfach-Ausstellung | 150.000 |
| 1950                                                                      | Das Pelzgewerbe 1953, Nr. 1, Lübstorff    | 425.000 |

- 1925 bot der Rauchwarengroßhändler Jonni Wende an: Biber: Gerupfte und hochgeschorene, nach Größe 80 bis 250 Reichsmark.[66]
- 1947 übergab die Hudson’s Bay Company der englischen Thronfolgerin Elisabeth II. zu ihrer Vermählung einen „kostbaren hellfarbigen Bibermantel in der neuesten modischen Form mit weitem Rücken und noch weiteren Bischofsärmeln; die Felle dazu stammten aus dem River-Distrikt.“[12]
- 1963 hatte der Biberbestand in der Russischen Sozialistischen Föderativen Sowjetrepublik und der Weißrussischen Sozialistischen Sowjetrepublik soweit zugenommen, dass man in der Saison 1963/64 probeweise eine Jagd organisierte. Geplant war der Fang von 1400 Exemplaren, die tatsächliche Ausbeute betrug 537. Als Hauptgrund für das geringe Ergebnis wurde die Unerfahrenheit des größten Teils der Jäger in der Biberjagd angenommen. In den vier Territorien, in denen die Jäger zuvor eine Anleitung bekommen hatten, war das Ergebnis besser oder entsprach der Planung.[67]
- 1972 war der Fellanfall in Nordamerika etwa 500.000, 1968 etwa 600.000 Stück (davon aus Kanada über 400.000).[18]

## Anmerkung
1. ↑  Die angegebenen vergleichenden Werte (Koeffizienten) sind das Ergebnis vergleichender Prüfung durch Kürschner und Rauchwarenhändler in Bezug auf den Grad der offenbaren Abnutzung. Die Zahlen sind nicht eindeutig, zu den subjektiven Beobachtungen der Haltbarkeit in der Praxis kommen in jedem Einzelfall Beeinflussungen durch Gerbung und Veredlung sowie zahlreiche weitere Faktoren hinzu. Eine genauere Angabe könnte nur auf wissenschaftlicher Grundlage ermittelt werden.

Die Einteilung erfolgte in Stufen von jeweils zehn Prozent. Die nach praktischer Erfahrung haltbarsten Fellarten wurden auf 100 Prozent gesetzt.